# Sankt Andreasberg
Die ehemals freie Bergstadt Sankt Andreasberg ([zaŋkt anˈdʀeasˌbɛʁk]ⓘ) (auch St. Andreasberg) zählt etwa 1400 Einwohner und liegt im Oberharz. Der Ort war bis zum 1. November 2011 eine eigenständige Gemeinde, welche aufgelöst wurde und seitdem ein Ortsteil der Stadt Braunlage im Landkreis Goslar ist.
Sankt Andreasberg war von 1965 bis 2010 ein heilklimatischer Kurort, heutzutage ist die Ortschaft ein Luftkurort am Nationalpark Harz. Der Tourismus spielt eine wichtige wirtschaftliche Rolle.

## Geographie

### Lage

Berg-Panorama, von links: Rehberg, Achtermannshöhe, Brocken, Wurmberg

Westpanorama der Oberstadt, aufgenommen vom Galgenberg

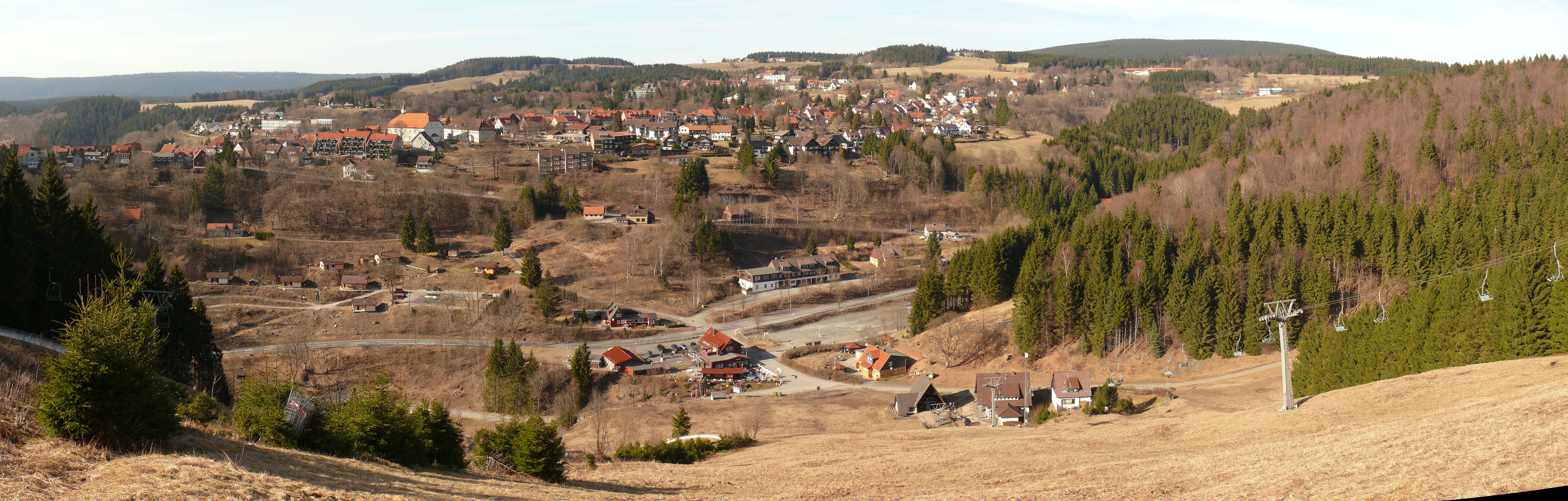
Südpanorama aufgenommen vom Matthias-Schmidt-Berg

Nordostpanorama aufgenommen von der Jordanshöhe

Sankt Andreasberg liegt zwischen Braunlage im Osten, Herzberg am Harz im Westen, Bad Lauterberg im Süden sowie Clausthal-Zellerfeld und Altenau im Nordwesten im Naturpark Harz am Rand des Nationalparks Harz. Sankt Andreasberg ist „eingeschlossen“ vom gemeindefreien Gebiet Harz. Die Bergstadt befindet sich direkt südlich der an der Jordanshöhe gelegenen Quelle der Sperrlutter (nahe den Glückaufklippen), welche die Stadt unmittelbar westlich passiert und nach Süden der Oder zufließt. In diese mündet beim südöstlichen Stadtteil Oderhaus die Trutenbeek.
In einem südlichen Halbkreis wird das Ortsgebiet vom Galgenberg (594,3 m), Glockenberg (627 m), Matthias-Schmidt-Berg (663 m) sowie dem Beerberg (658,1 m) eingerahmt und erstreckt sich im Norden hinauf zur Jordanshöhe (723 m). In dieser Richtung befinden sich beim etwas entfernten Ortsteil Sonnenberg unter anderem die beiden Sonnenberge (max. 853,4 m) und der Rehberg (893 m). Nahe Oderhaus befindet sich der Schloßkopf (623,5 m).
Aufgrund ihrer topografischen Lage am oberen Ende des langgestreckten Sperrluttertals besteht Annerschbarrich, so der einheimische Name, aus der Unterstadt (500–590 m ü. NN) – Altstadt, Punkt der Stadtgründung – und der Oberstadt (590–720 m). Die Bergstadt ist umgeben von unter Naturschutz stehenden Bergwiesen, Wäldern und Bergen.

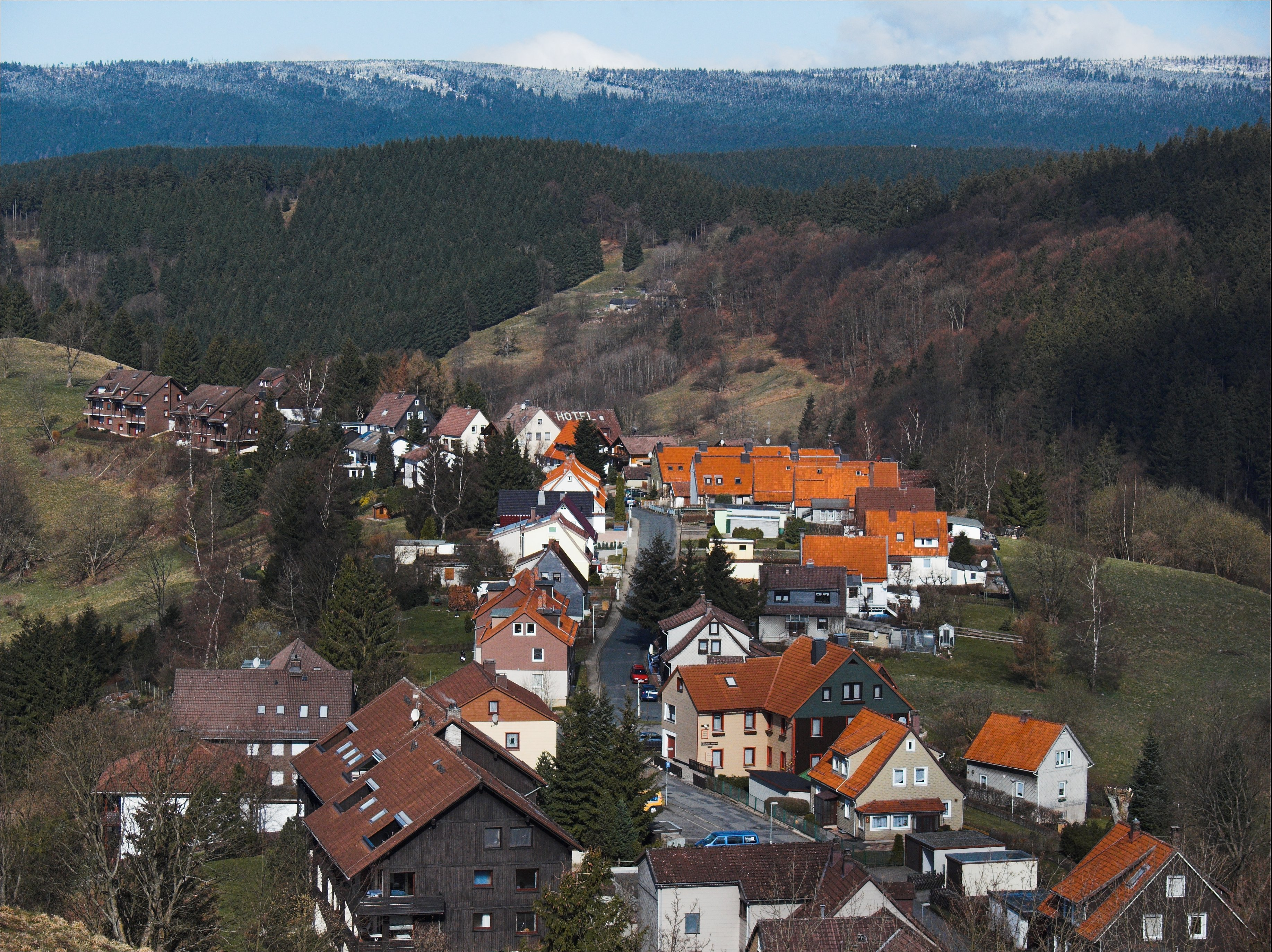
Der „Schwalbenherd“ führt zum Galgenberg
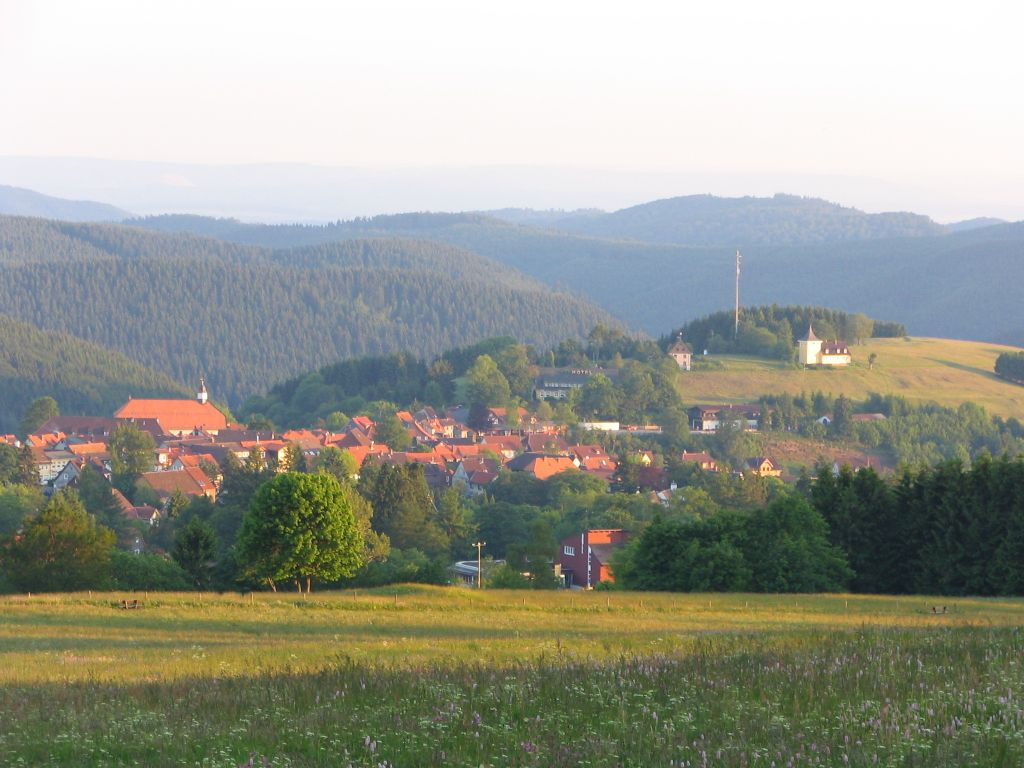
Nordansicht an einem sonnigen Tag
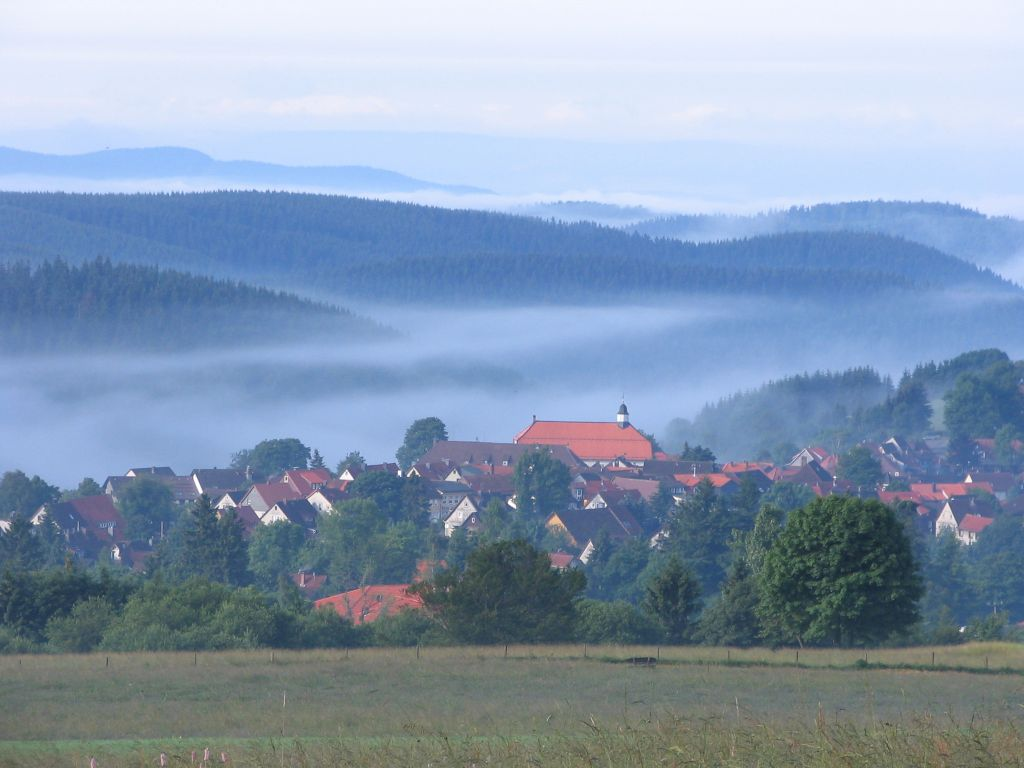
Nordansicht an einem nebligen Tag
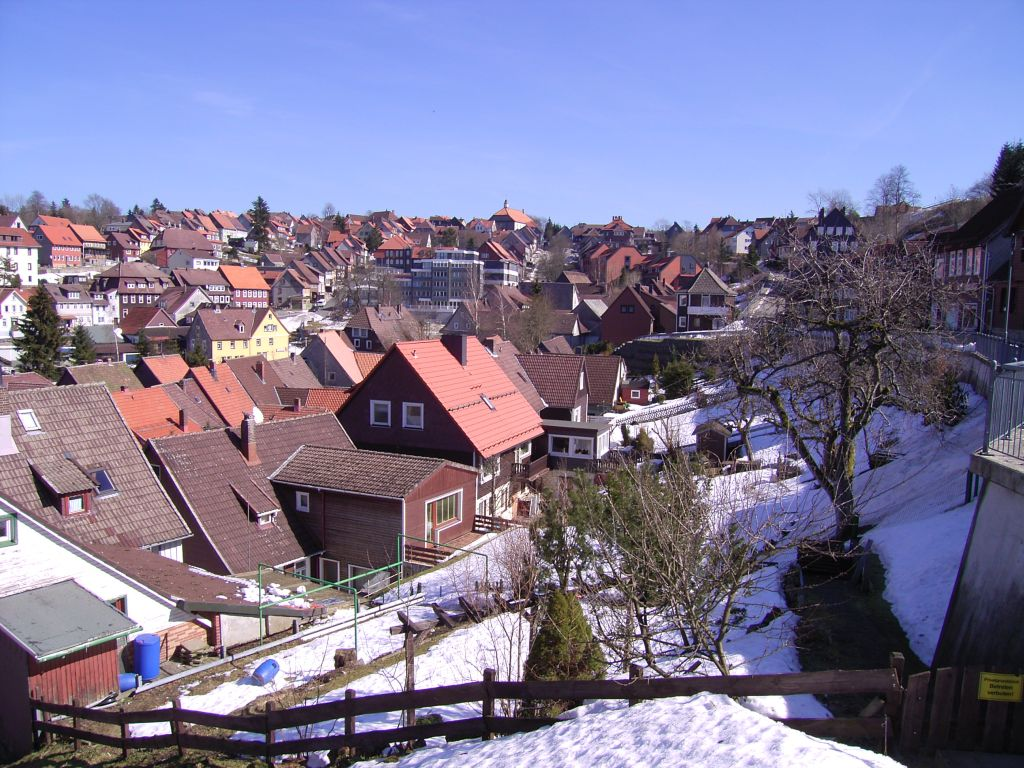
Blick zur Oberstadt
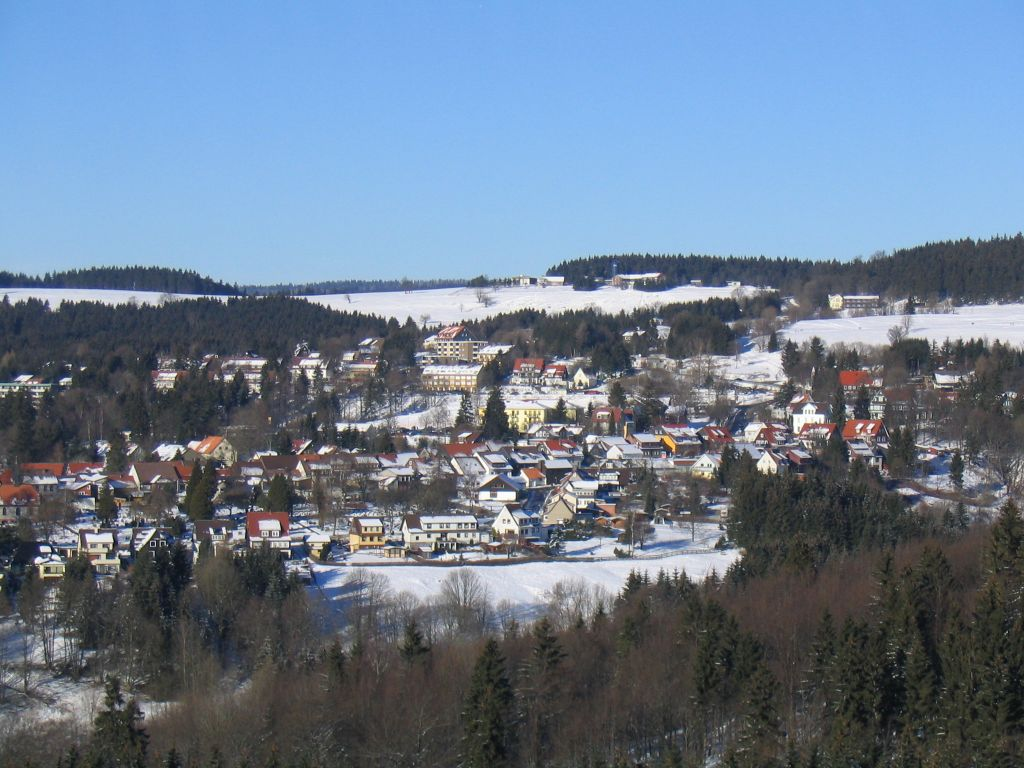
Oberstadt
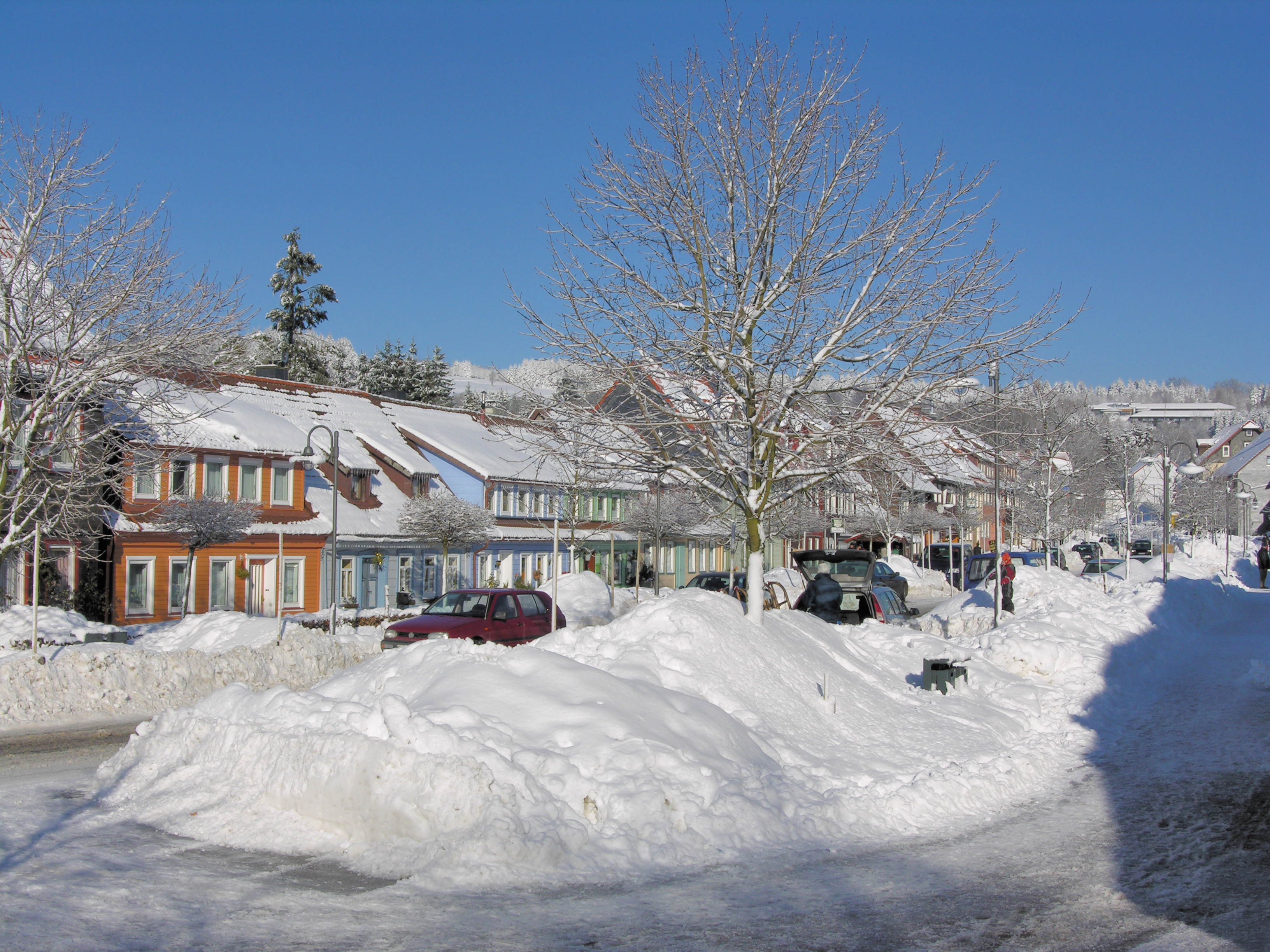
Die Innenstadt im Winter
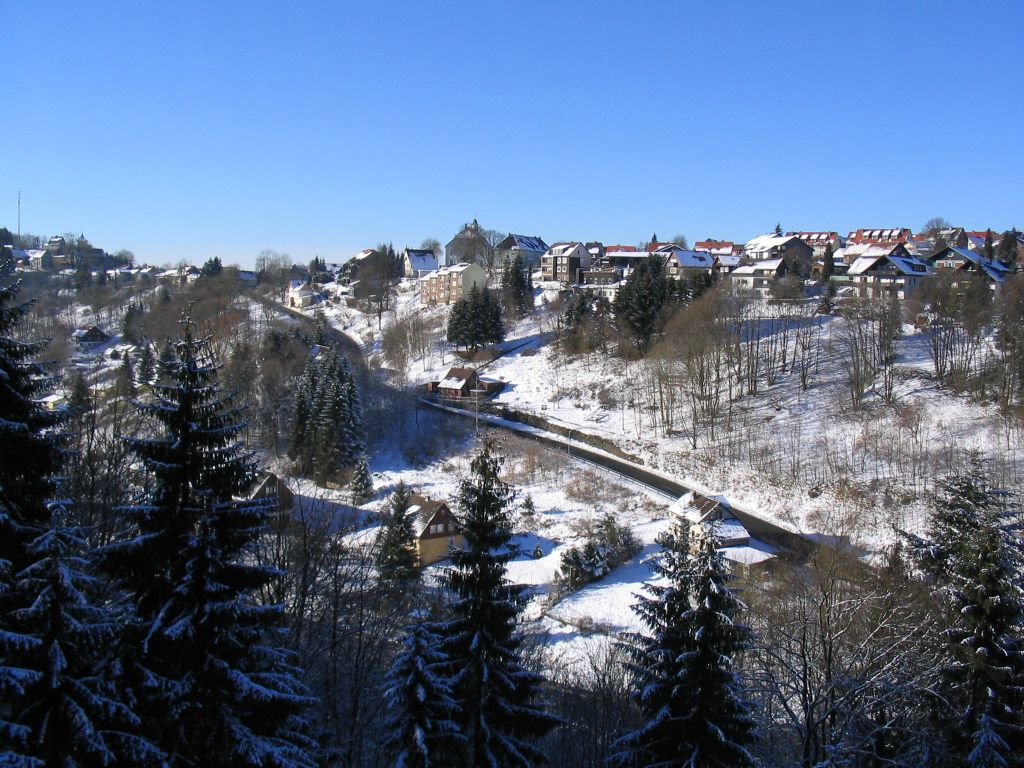
Südlicher Ortseingang
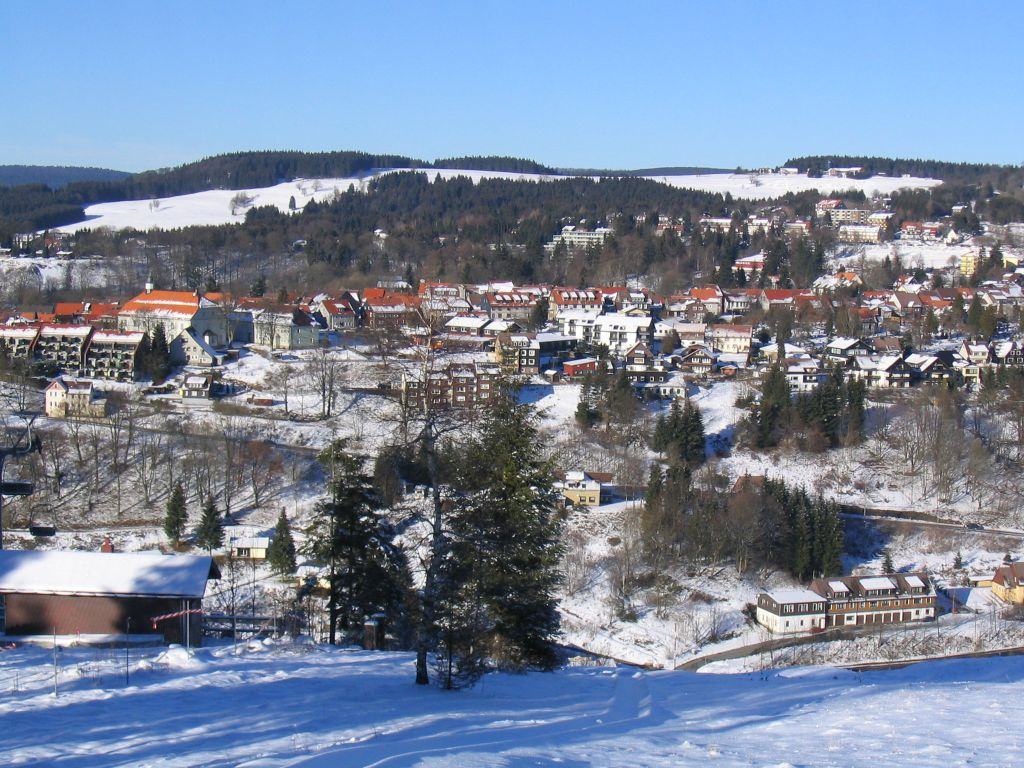
Südansicht vom Matthias-Schmidt-Berg im Winter

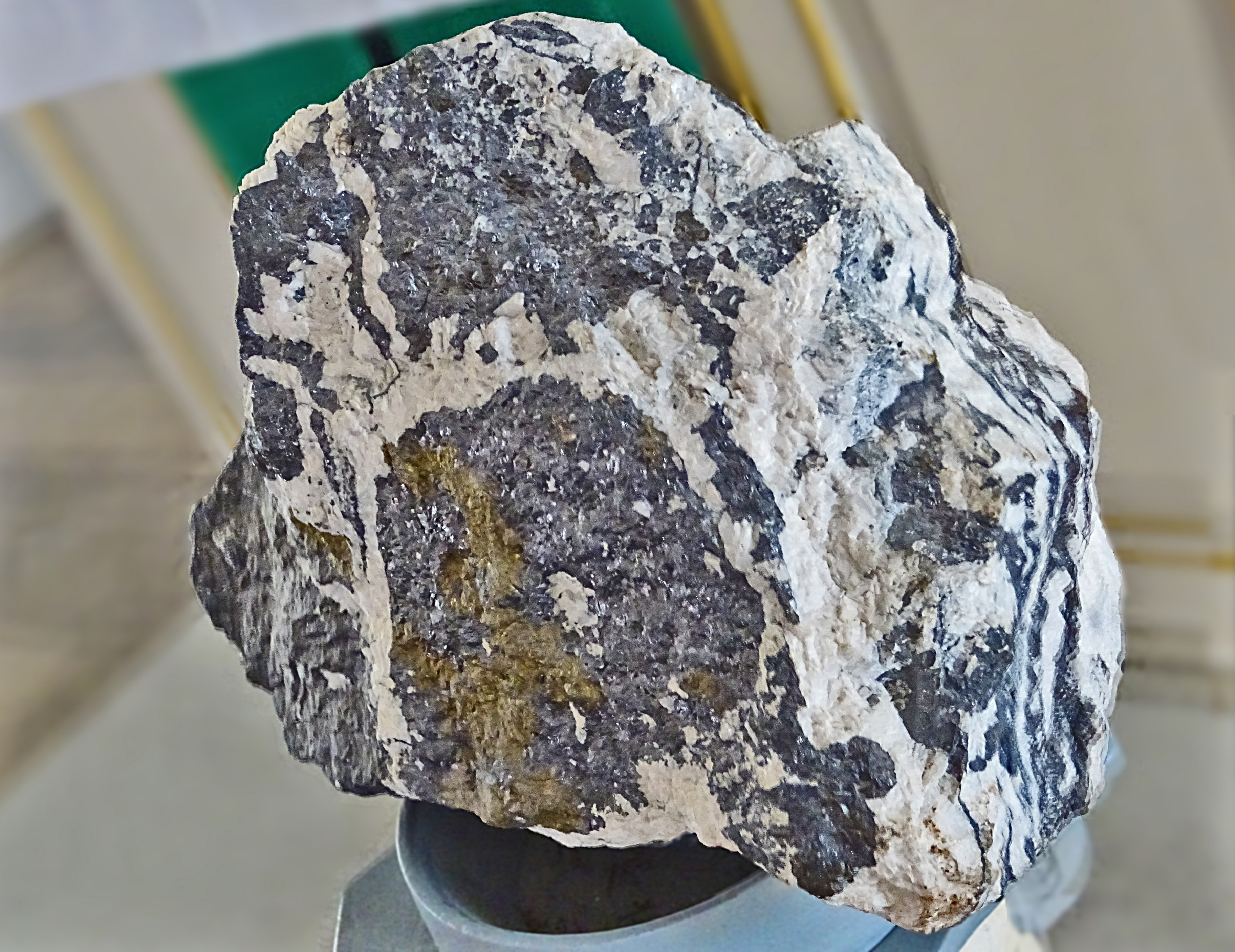
Silberhaltiger Bleiglanz als Altarschmuck in der Martini-Kirche

### Geologie
Bedingt durch den ausgiebigen Bergbau in und um Sankt Andreasberg (siehe Geschichte) wird der Ort häufig als Fundstelle diverser Mineralien genannt, so beispielsweise bei Galenit, Arsenolith (selten), Samsonit (sehr selten), Pyrargyrit (selten), Chlorargyrit oder Stephanit (selten), Stilbit.

### Ortsgliederung
Zu Sankt Andreasberg gehören die etwas entfernt liegenden Ortsteile Sonnenberg, Odertaler Sägemühle, Oderhaus, Oderberg, Oderbrück und Silberhütte.

## Geschichte

### 12. bis 18. Jahrhundert
Die ersten Gruben und eine erste Siedlung wurden vermutlich im 12. Jahrhundert unter der Regie der Mönche der Zisterzienserabtei Walkenried angelegt. Schlackehalden und Gebeinhaufen belegen, dass der Bergbau in der Gegend um Andreasberg betrieben wurde, bis Mitte des 14. Jahrhunderts die Pest die Gegend entvölkerte. Ob diese Siedlung bereits den Namen Sankt Andreasberg trug, ist nicht überliefert, die Mönche benannten allerdings bereits einen Berg nach dem Schutzpatron des Bergbaus „St. Andrews Berg“.
Die erste bisher aufgefundene urkundliche Erwähnung (im Genitiv: „sanct AndrewsBerges“) in einem Brief des Grafen Heinrich zu Stolberg an Dietrich von Witzleben stammt vom 3. November 1487. Die Ortsgründung erfolgte um den Markt. Die vermutlich ersten Silber-Zechen waren die Grube St. Andreaskreuz am Fuße des Beerbergs und die Grube St. Andreas am Marktplatz.
1521 wurde durch die Grafen Heinrich und Ernst von Hohnstein die Bergfreiheit erlassen. Mit ihrer Hilfe versuchte man, Bergleute aus dem Mansfelder Land, Sachsen und Böhmen in die Grafschaft zu holen, damit sie dort nach Silber und anderen Metallen schürften. Da der gewünschte Zuzug ausblieb, wurde 1527 eine zweite Bergfreiheit erlassen, die durch weitere Privilegien Bergleute in das Gebiet locken sollte. Im Jahr 1535 wurden Sankt Andreasberg die Stadtrechte verliehen. Zu dieser Zeit arbeiteten in 116 Gruben etwa 800 Bergleute. Weitere Wohngebäude entstanden am Wäschegrund in direkter Nähe der Grube St. Andreaskreuz, danach im Bereich der heutigen Ober- und Unterstadt. Die Keimzelle der blühenden Bergmannssiedlung bildeten der Marktplatz, die Haldenstraße (heute Halde) und die Breite Straße. Dort befanden sich unter anderem das Rathaus, die Polizei mit Gefängnis, eine Apotheke, das Gericht und diverse Händler. Die ältesten Gebäude der Bergstadt sind zum einen die Pochknabenschule (Haus Lämmerhirtsgasse) sowie die Gebäude der Mühlenstraße und Halde.
Um 1575 zählte St. Andreasberg bereits 2500 Einwohner und bildete damals die größte Ansiedlung des Oberharzes. Die Andreasberger Silberhütte, erbaut vor 1550, hatte mit einer Jahreserzeugung von 1,6 Tonnen Brandsilber einen wirtschaftlichen Höhepunkt in ihrer Geschichte, den sie nach einer langen Phase des Niedergangs erst zu Beginn des 18. Jahrhunderts wieder erreichte und überschritt. Charakteristisch für den Bergbau in St. Andreasberg war das Auf-und-Ab des Erz- und Metallausbringens, das stets unter dem Ausbringen benachbarter Bergbauorte wie beispielsweise Clausthal lag. So wurden in 400 Jahren Bergbau in St. Andreasberg nur 313 t Silber erzeugt, während im Clausthal-Zellerfelder Revier die gleiche Menge zu Beginn des 20. Jahrhunderts in etwa 20 Jahren gefördert wurde. Wahrscheinlich bildete dies auch mitunter einen Anlass, das anfänglich in Ellrich vermünzte Silber, das anschließend bis 1593 in St. Andreasberg zu Talern geprägt wurde, ab 1623 in der Clausthaler Münzstätte zu vermünzen.
Weil die ersten Einwohner hauptsächlich aus dem böhmischen und sächsischen Erzgebirge sowie dem Mansfelder Land stammten, hat sich in Sankt Andreasberg eine Oberharzer Mundart (siehe auch: Erzgebirgisch) ausgebildet, welche sich regional auf die Bergstädte des Oberharzes beschränkt. Die Oberharzer Mundart hört man im täglichen Leben nur noch wenig. Hauptsächlich Angehörige der älteren Generation beherrschen sie noch, sodass zur Aufrechterhaltung in den Lokalzeitungen gelegentlich Artikel in Oberharzer Mundart abgedruckt werden. Als Beispiel für den Dialekt wird ein Spruch angeführt, den ein Vater im 19. Jahrhundert einem neuen Lehrer überbracht haben soll, da dieser die Oberharzer Mundart der Schüler nicht richtig verstehen konnte („Dos will ä Lehrer sein un verschtieht noch net ämol deitsch!“) und sie auch abschaffen wollte.
De Harzer Schprohch, die klingt su schien,

un kann ä jeder wull verschtiehn.

Se hott kä „ö“ un hott kä „ü“,

doch klingtse mollig, schpät un frieh.

Un biste fremd, denn larnse ahch,

doch kannstes net, schtieh kän in Wahg.
Nach dem Aussterben der Grafen von Hohnstein 1593 waren die Herzöge von Braunschweig-Lüneburg-Wolfenbüttel bis 1617 politisch für Sankt Andreasberg zuständig. Bis zum Jahr 1665 waren es die Herzöge von Braunschweig-Lüneburg, gefolgt von der Calenberg-Hannoverschen Linie.
Ein Großfeuer, verursacht durch einen Blitzschlag im Haus Nummer 23 an der heutigen Herrenstraße, zerstörte am 8. Oktober 1796 insgesamt 249 Wohn- sowie 326 Stallgebäude, die Dreifaltigkeitskirche, Amtshaus, Rathaus, Schulhaus, Apotheke, Wohnungen der Prediger, des Stadtmagistrats, der Bergbedienten und des Arztes. 500 Familien verloren in dem Sturm- und Regenwetter alles Obdach. „Eine schwere Gewitterwolke, mit dem heftigsten Sturm begleitet, ließ sich mit der schrecklichsten Gewalt um die Mittagszeit auf unserer Stadt nieder, und ein Blitzstrahl, einem Feuerklumpen gleich, zündete schnell ein Gebäude, und verbreitete das Feuer mit solcher unglaublichen Wut und Schnelligkeit“, schrieb Pastor Primer Johann Heinrich Christoph Deichmann in den Hannoverischen Anzeigen vom 21. Oktober 1796.
Die Kirche der evangelischen Martini-Gemeinde wurde als einfache Holzkirche mit kleinem Läuteturm erst 1809–1811 wiederaufgebaut. In der Zeit des Wiederaufbaus wurde das Haus Halde 18 als Schule und Kirche genutzt.
1688 wurde der Glockenturm auf dem Glockenberg neben dem vorhandenen Gebäude des Hutmannes (Nachtwächter und Anläuter) errichtet. Der vorherige Glockenturm an der Kirche war baufällig geworden, und der Stadtteil, welcher sich in südlicher Richtung zum Matthias-Schmidt-Berg und im Tambach-Tal befand, war in der vorhergegangenen Wirtschaftskrise (Holzmangel, schlechte Anbrüche, Geldmangel, Pest) abgerissen worden und brauchte nicht mehr „beläutet“ zu werden. 1833 war der neue Turm so baufällig, dass der heute noch vorhandene Turm direkt am Gebäude errichtet wurde.
In 400 Jahren Bergwerksbetrieb wurden in und um Sankt Andreasberg über 300 Gruben für den Erz- und Silberbergbau angelegt. Im Stadtgebiet und der nahen Umgebung trifft man noch auf zahlreiche Zeitzeugen der wirtschaftlich bedeutendsten Geschichte Sankt Andreasbergs, u. a. den montanhistorischen und gesteinskundlichen Lehrpfad. Tiefstes Bergwerk war die Grube Samson mit 42 Strecken (Etagen) und einer Gesamtteufe von „190 m unter dem Spiegel der Ostsee“, also etwa 840 m. Am 11. Dezember 1777 besuchte Johann Wolfgang von Goethe Sankt Andreasberg, um sich über den Bergbau zu informieren. Er fuhr in die Grube Samson ein und vermerkte in seinem Tagebuch: „Es ward mir sehr sauer“. 1783 besuchte Goethe erneut die Bergstadt und wanderte u. a. entlang des Rehberger Grabens.

### 19. Jahrhundert bis zur Gegenwart

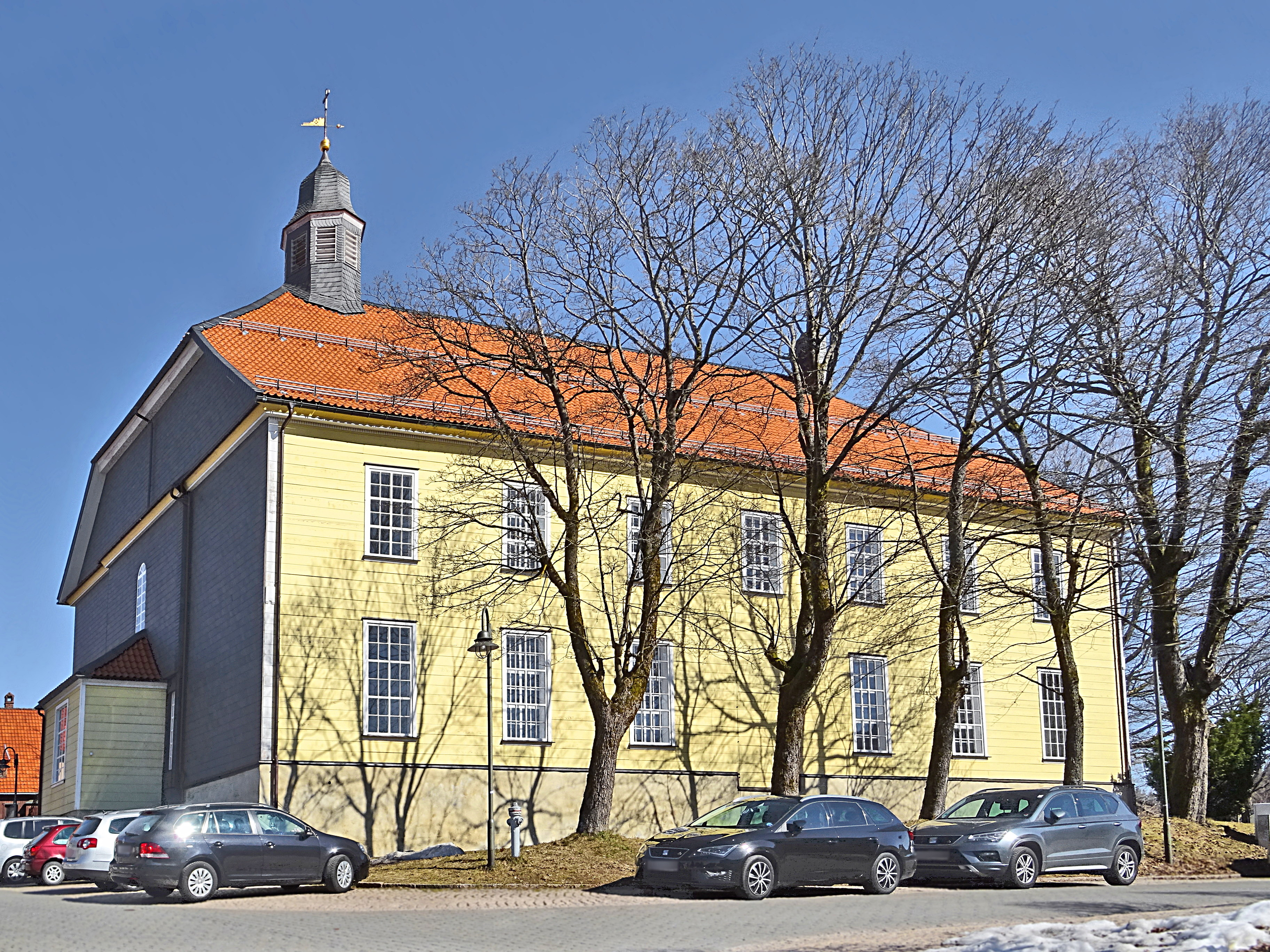
Martini-Kirche

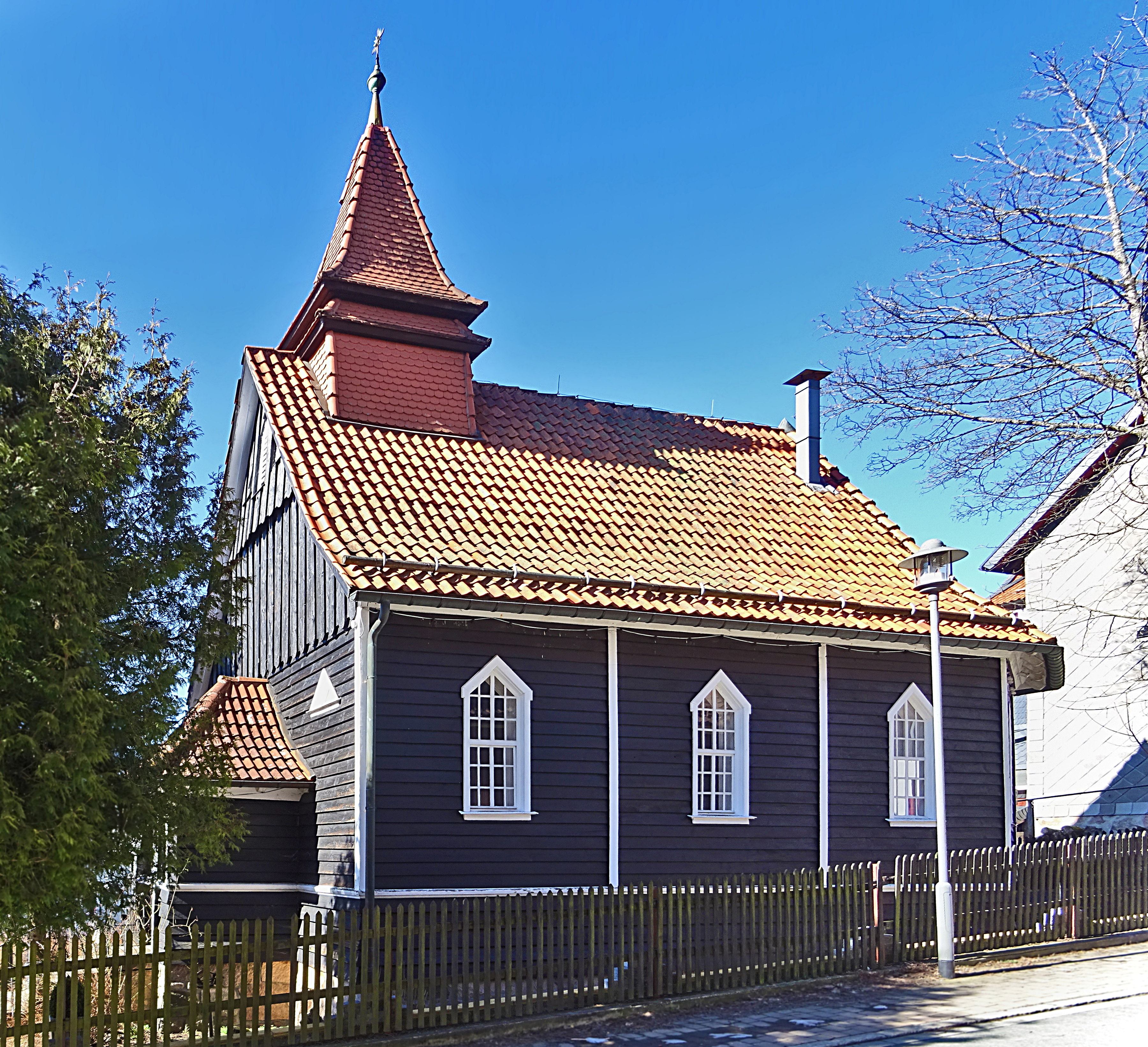
Frühere St.-Bernwards-Kapelle

Von 1807 bis 1813 gehörte Sankt Andreasberg zum Königreich Westphalen. Die Bergstadt war der Hauptort des Kantons Andreasberg, Distrikt Osterode im Departement des Harzes. Nach dem Ende der napoleonischen Herrschaft gehörte Sankt Andreasberg zum Königreich Hannover. Der Ort wurde durch die Berghauptmannschaft Clausthal als Mittelbehörde des Königreichs Hannover verwaltet. Im Zuge der Trennung von Justiz und Verwaltung wurde im Jahr 1852 das Amt Sankt Andreasberg mit dem Sprengel des bisherigen Berg- und Stadtgerichts Clausthal neu gebildet. Bereits 1859 wurde es mit dem Amt Zellerfeld und der bisher amtsfreien Stadt Clausthal zum Amt Zellerfeld zusammengefasst, mit dem es 1885 im Kreis Zellerfeld aufging. Dieser gehörte ab 1866 zur preußischen Provinz Hannover.
Der Bergbau geriet ab Mitte des 19. Jahrhunderts in eine Krise und kam 1910 zum Erliegen. Zunächst konnten holzverarbeitende Betriebe, Lungenheilstätten sowie der aufkommende Fremdenverkehr und Kurbetrieb die wirtschaftlichen Folgen mindern, jedoch kamen diese Erwerbszweige im Zuge der Weltwirtschaftskrise größtenteils ebenfalls zum Erliegen. Bereits ab 1929 stiegen die Wahlergebnisse der NSDAP; bei den Kommunalwahlen am 5. März 1933 erreichte die NSDAP die absolute Mehrheit im Bürgervorsteherkollegium. In der konstituierenden Sitzung gelang es ihr sofort, die anderen Fraktionen auszuschalten. Dementsprechend wurden ein NSDAP-Mitglied zum kommissarischen Bürgermeister gewählt, die Freifläche vor dem Rathaus in Adolf-Hitler-Platz umbenannt und Paul von Hindenburg und Adolf Hitler zu Ehrenbürgern erklärt. In der Folgezeit wurden bis 1935 in großem Umfang Notstandsarbeiten durchgeführt. Erst durch die Ansiedlung von Rüstungsindustrie und die Förderung des Fremdenverkehrs ging die Arbeitslosigkeit ab Mitte der 1930er Jahre zurück. Es wurden ein SA-Hilfswerklager und eine SA-Führerschule eingerichtet. Beim Stadtjubiläum 1937 wurde Viktor Lutze, der Stabschef der SA, zum Ehrenbürger ernannt, da die SA auch nach 1934 eine große Rolle vor Ort spielte. Nach Kriegsbeginn kam es zum Einsatz von Kriegsgefangenen sowie ab 1942 von über 1000 Zwangsarbeitern in zahlreichen Betrieben, insbesondere in den Rüstungswerken.
Haupteinsatzort der Zwangsarbeiter war die ehemalige Silberhütte. Im Oktober 1934 erwarb die Federstahl AG Kassel, ein Tochterunternehmen der Dortmunder Hoesch AG, die im Juli 1912 stillgelegte Silberhütte Sankt Andreasberg. Noch bis 1929 hatten die Harzer Werke Glück Auf (Inhaber Rudolf Alberti aus Goslar) in den Gebäuden hauptsächlich Spielwaren hergestellt. Die neugegründete Metallwerk Silberhütte GmbH übernahm den weiteren Grundbesitz der Silberhütte (Vereinigte Werke Dr. Rudolf Alberti & Co., später Werk I), dazu die Gebäude der Bauholzwerke und Kistenfabrik Sankt Andreasberg GmbH am Westbahnhof, später Werk II, sowie die der Firma C. W. Hertwig im Sperrluttertal, später Werk III, die an die Hoesch-Tochter Schmiedag weiterverpachtet wurden. Bis Ende 1935 baute die Metallwerk Silberhütte die Hallen in Werk I und II für ihre Zwecke um und erweiterte sie. Ab dem Frühjahr 1936 stellte der Hoesch-Zweigbetrieb in den übernommenen Räumlichkeiten Infanteriemunition her, vorwiegend Patronen und Ladestreifen für Standardgewehre der Wehrmacht. Ab 1941 dienten die Gebäude am Westbahnhof nur noch der Unterbringung zumeist russischer Zwangsarbeiter. Im Metallwerk Silberhütte waren Ende Dezember 1944 fast 1200 Personen in der Rüstungsproduktion beschäftigt, darunter 659 Ostarbeiter (137 Männer/522 Frauen) und 75 Fremdarbeiter (55 Männer/20 Frauen). Im Werk III stellte die Schmiedag AG ab 1935 Artilleriemunition (Geschosshülsen der Kaliber 7,5 cm und 10,5 cm) her, jedoch belief sich die Belegschaft auf nur 263 Personen, darunter 155 ausländischer Herkunft. Die fertigen Hülsen wurden an die Heeresmunitionsanstalt in Kummersdorf bei Berlin geliefert.
Bis Mai 1945 gab es zudem Zwangsarbeiter, die im „Italienischen Waldarbeiterlager“ interniert waren. Die Deportierten sind im Arolsen Archiv dokumentiert.
Zusätzlich zu den vor Kriegsbeginn existierenden Rüstungsbetrieben wurde die Firma Leybold’s Nachfolger aus Köln nach Sankt Andreasberg verlegt. Im April 1945 war Sankt Andreasberg Bombenangriffen und Kampfhandlungen ausgesetzt. Die Rüstungswerke wurden geplündert, die Zwangsarbeiter wurden bis Juni 1945 aus Sankt Andreasberg abtransportiert. Die Demontage der Rüstungswerke war bis 1948 abgeschlossen.
Als Ort im Landkreis Zellerfeld kam Sankt Andreasberg im Jahr 1946 zum neu gegründeten Land Niedersachsen. Durch das Gesetz zur Neugliederung der Gemeinden im Bereich des Harzes erfolgte die Aufteilung des Landkreises Zellerfeld, wodurch Sankt Andreasberg seit dem 1. Juli 1972 zum Landkreis Goslar gehört. Die ehemals freie Bergstadt im Oberharz war die kleinste selbständige Stadt im Land Niedersachsen, bis sie zum 1. November 2011 mit Braunlage fusionierte. Vorrangiges Ziel war, durch eine gemeinsame Verwaltung Kosten zu senken.

### Religionen
Die Bevölkerung Sankt Andreasbergs ist traditionell überwiegend evangelisch. Die evangelisch-lutherische Martini-Kirche befindet sich am Kirchplatz, ihr Glockenturm steht in knapp 1 km Entfernung auf dem Glockenberg. Die Kirchengemeinde gehört zum Kirchenkreis Harzer Land.
1927 wurde die katholische St.-Bernward-Kapelle an der Herrenstraße errichtet, benannt nach Bernward von Hildesheim. Nach 1945 war sie zu klein geworden, und ihr Grundstück bot keine Möglichkeit für einen ausreichend großen Neubau. So wurde 1967 die St.-Andreas-Kirche am Rand des Kurparks erbaut. Konzipiert von Josef Fehlig ist sie die höchstgelegene Kirche im Bistum Hildesheim. Seit 2010 gehörte die Kirche, die 2021 profaniert wurde, zur Pfarrgemeinde St. Benno in Bad Lauterberg. Die St.-Bernward-Kapelle wurde verkauft, in ihr befand sich bis zum 1. Januar 2024 die Gaststätte „Zur kleinen Kapelle“; seitdem steht das Gebäude leer.
Die Neuapostolische Gemeinde St. Andreasberg wurde 2005 aufgelöst und der Gemeinde Braunlage angeschlossen.

### Einwohnerentwicklung
| Jahr | Einwohner |
| ---- | --------- |
| 1821 | 3611      |
| 1848 | 4471      |
| 1871 | 3370      |
| 1885 | 3315      |
| 1905 | 3760      |
| 1925 | 3727      |

| Jahr | Einwohner |
| ---- | --------- |
| 1933 | 3279      |
| 1939 | 3351      |
| 1946 | 4799      |
| 1950 | 4806      |
| 1956 | 4270      |
| 1961 | 4096      |

| Jahr | Einwohner |
| ---- | --------- |
| 1968 | 3632      |
| 1970 | 3404      |
| 1975 | 3300      |
| 1980 | 2990      |
| 1985 | 2675      |
| 1990 | 2817      |

| Jahr | Einwohner |
| ---- | --------- |
| 1995 | 2635      |
| 2000 | 2339      |
| 2005 | 2043      |
| 2010 | 1719      |
| 2016 | 1745      |
| 2018 | 1601      |

| Jahr | Einwohner |
| ---- | --------- |
| 2021 | 1489      |
| 2022 | 1491      |
| 2023 | 1484      |
| 2024 | 1434      |

Einwohnerentwicklung bis 2010

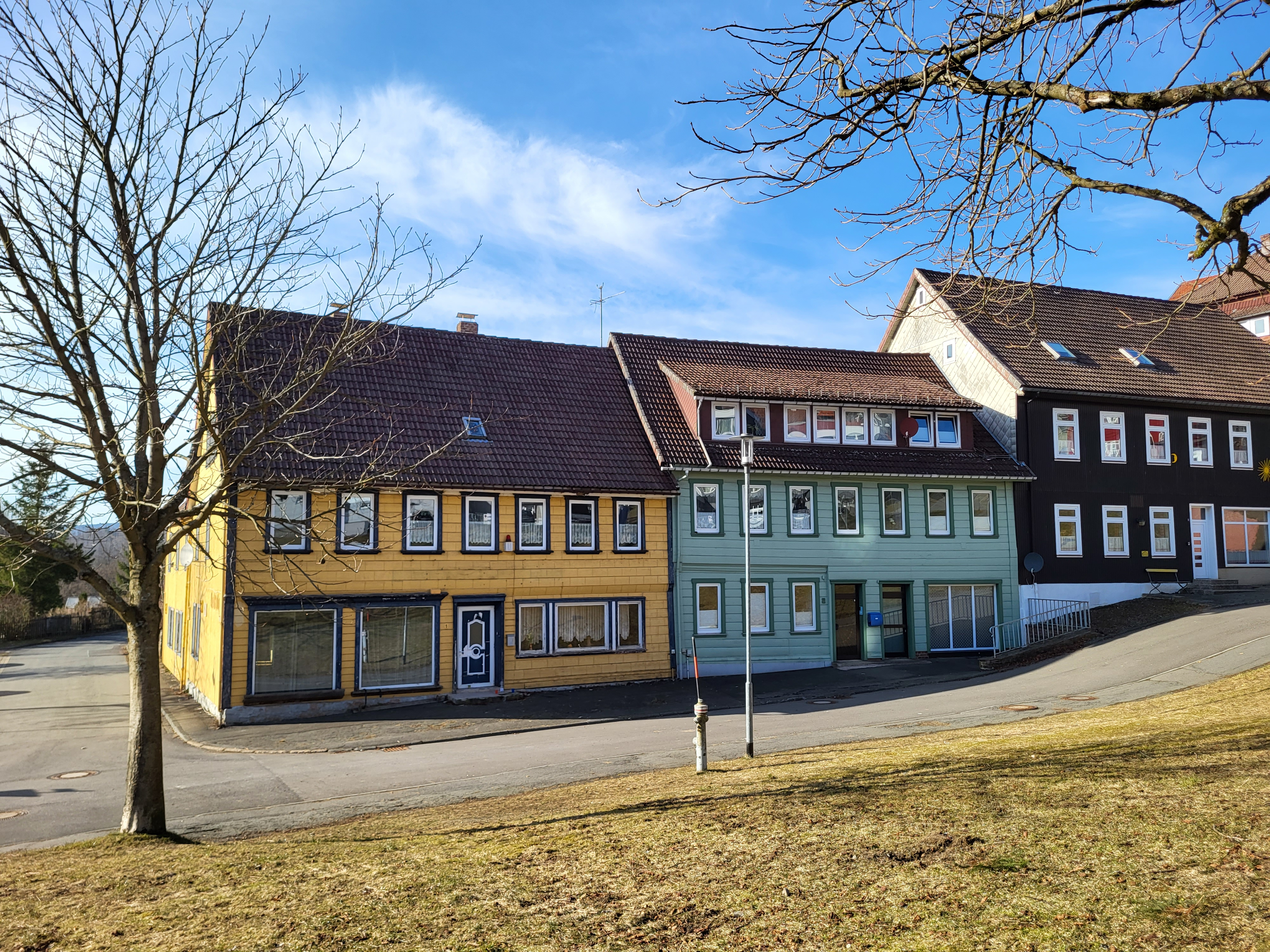
Leerstand als Folge des Einwohnerverlustes

(1968–2010 Stand jeweils zum 31. Dezember; 2016 zum 17. November)

## Politik

### Stadtrat bis 2011
Der Rat der Bergstadt Sankt Andreasberg hatte zuletzt zwölf Mitglieder und bestand bis zur Eingemeindung nach Braunlage zum 1. November 2011. Seitdem wird Sankt Andreasberg vom Rat der Stadt Braunlage vertreten.

### Ortsvorsteher
Ortsvorsteher ist Karl-Heinz Plosteiner (CDU).
(Stand: Kommunalwahl 2021)

### Ehemalige Bürgermeister
Ein Anhaltspunkt für das Entstehungsjahr der Bergstadt ist ein Schreiben des Rates von Osterode aus dem Jahre 1537 an Richter, Bürgermeister und Rat von St. Andreasberg. In diesem Zuge wurden Richter (Bürgermeister) und Rat der Stadt erstmals erwähnt.
- um 1900: Hermann Pasie[17][18][19]
- bis 30. September 1908: Herr Theuerkauf[20]
- um 1912–1914: Herr H. Schwier[21][22][23]
- um 1918–1926: Herr Wick[24]
- um 1927–1930: Herr Foegen (kommissarisch)[25]
- 1930–1. September 1933: Bothfeld (SPD/NSDAP), wurde zum 1. September 1933 ohne Anspruch auf Pension entlassen[11][26][27]
- 1932: Kreisausschussinspektor Ferdinand Ohm als Staatskommissar[11]
- 1. September 1933 bis 20. November 1933: Gustaf Schell (kommissarisch) (NSDAP)[28][29][27]
- 20. November 1933 bis 18. Januar 1943: Friedrich Maas (NSDAP)[11][27][30][31][32]
- 2. Juli 1943–1945: Herr von Malotki (NSDAP)[11]
- 1946–1949: Karl Neuse (SPD) im Wechsel mit Herrn Moser[33]
- 1949–1951: Moser[34][35]
- 1951–1952: Karl Neuse (SPD)[36]
- 1952–1954: Moser[37][38]
- 1954–1955: Thomas[39][40]
- 1955–1957: Moser[40][41][42][43]
- 1957–1961: Karl Neuse (SPD)[44]
- 1961–1962: Werner Grübmeyer (CDU)[45]
- 1962–1963: Karl-Heinz Matzka[46]
- 1963–1991: Werner Grübmeyer (CDU)[47]
- 1991–1993: Hans Bahn (FDP)
- 1993–1996: Albert Kehr
- 1996–2001: Werner Grübmeyer, zurückgetreten (CDU)[48]
- 2001–0000: Hartmut Humm, per Losverfahren als Nachfolger bestimmt (CDU)[48]
- 2001–2011: Hans-Günter Schärf (SPD)

### Wappen
Beschreibung: Das 1. Feld (oben rechts) zeigt das rot und silber geschachtelte Wappen der Grafen von Hohnstein in Viererreihung zu drei Stellen. Das 2. Feld (oben links) zeigt den heiligen Andreas im blauen Gewand mit dem schräg gehaltenen goldenen Andreaskreuz auf silbernen Grund. Das 3. Feld (unten rechts) versinnbildlicht mit dem Gezähe des Bergmanns (Schlägel und Eisen) auf silbernen Grund den früheren Haupterwerbszweig der Bergstadt. Das 4. Feld (unten links) ist geteilt, es zeigt im oberen Teil auf rotem Grund einen goldenen Löwen mit blauer Zunge, der die rechte Vorderpranke erhoben hat (zur Erinnerung an die Zeit, als Heinrich dem Löwen das Grafenamt im Harz übertragen war). Im unteren Teil sind drei goldene Balken auf rotem Grund gezeigt (Wappen der Grafschaft Lutterberg-Scharzfeld).

Stadtwappen von 1938 bis 1945
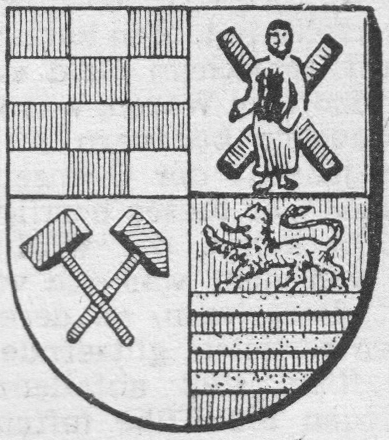
Stadtwappen vom 11. Mai 1945 und 4. Juli 1951 sowie vor 1938
Stadtwappen seit dem 11. Juli 1951

Das älteste bekannte Wappen stammt aus dem Jahr 1588 und befindet sich im Staatsarchiv Hannover. Von 1938 bis 1945, während der NS-Zeit, musste das Abbild St. Andreas′ im Stadtwappen durch eine neutrale Fichte ersetzt werden. Am 11. Mai 1945 setzte der von der Militärregierung eingesetzte Bürgermeister zunächst das alte Dienstsiegel wieder ein. Das heutige Wappen wurde am 4. Juli 1951 genehmigt.

### Partnerschaften
Seit 1973 bestand eine Städtepartnerschaft mit dem französischen Touques, die bei der Eingemeindung 2011 von der Stadt Braunlage übernommen wurde. Bereits seit 1965 findet ein Jugendaustauschprogramm statt.
Zwischen den Bürgern von Sankt Andreasberg und dem Ort Andreasberg im Hochsauerland bestehen enge freundschaftliche Kontakte.

## Kultur und Sehenswürdigkeiten

### Museen
- Bergwerksmuseum Grube Samson
- Harzer-Roller-Kanarien-Museum
- Nationalparkhaus Sankt Andreasberg
- Sternwarte Sankt Andreasberg

### Sport
Aufgrund der Höhenlage sind Sankt Andreasberg (520–720 m) und Sonnenberg (800–850 m) auch heute noch einigermaßen schneesicher. Sankt Andreasberg ist ein alpines Skizentrum des Harzes mit drei Schleppliften am Sonnenberg sowie zwei Doppelsesselbahnen und noch einem von ursprünglich drei Schleppliften am Skizentrum Matthias-Schmidt-Berg, an dem auch eine Sommerrodelbahn zur Verfügung steht. Dieser Berg bietet seit 2013 mit dem MSB-X-Trail einen Mountainbike-Downhill-Parcours mit sechs Strecken. Im Teichtal befindet sich die erste Snowtubingbahn des Harzes. Das Loipensystem um Sankt Andreasberg umfasst 40 km und hat am Sonnenberg Anschluss nach Oderbrück/Torfhaus und zur Ackerloipe/Altenau. Nordic Walking, Wandern, Mountain-Biking und Trekking sind beliebte Sommersportarten in der ruhigen Umgebung der Bergstadt Sankt Andreasberg. Der Oderteich im Nationalpark Harz steht im Sommer in seinem südlichen Teil als Naturbademöglichkeit zur Verfügung. Auf der Jordanshöhe kann nach Anmeldung ein Kletterpark bestiegen werden.
Von Torfhaus und Oderteich kommend durchläuft die Brocken-Umgehungs-Route des knapp 100 km langen Harzer Hexenstieges den Ort und führt über Braunlage weiter nach Thale.
Die Bergrettung wird im gesamten Jahr von der im Ort ansässigen Bergwacht sichergestellt.
Auf eine lange Tradition können mehrere Sankt Andreasberger Sportvereine zurückblicken. Dazu gehören die Schützengesellschaft 1522 e. V. und der Turn- und Sport-Club von 1861 e. V. Nach dem Erfolg des 1. Winterfestes 1896 wurde auf dem Brocken der Oberharzer Skiklub St. Andreasberg gegründet, der heutige Ski-Club St. Andreasberg von 1896 e. V.

### Bauwerke
- Glockenturm, Wahrzeichen der Bergstadt (Erstbau 1688 errichtet; 1835 abgerissen und heutiger Bau errichtet)[53]
- Martini-Kirche (Holzkirche), geweiht am 10. November 1811. 1536 wurde an gleicher Stelle die Dreifaltigkeitskirche errichtet, welche dem großen Stadtbrand 1796 zum Opfer fiel.
- St.-Bernwards-Kapelle, volkstümlich „Kleine Kapelle“, letzte in Deutschland erhaltene Fertigbau-Holzkirche ihrer Art, erbaut 1927, seit 1985 zur Erhaltung des denkmalgeschützten Gebäudes als Restaurant benutzt.
- Oderteich, eine der ersten Talsperrenbauwerke in Deutschland und wichtiger Bestandteil des Weltkulturerbes Oberharzer Wasserregal.
- Rehberger Graben mit dem Rehberger Grabenhaus, über 300 Jahre altes Grabensystem zur Wasserversorgung des Bergbaus, ebenfalls Bestandteil des Oberharzer Wasserregals.

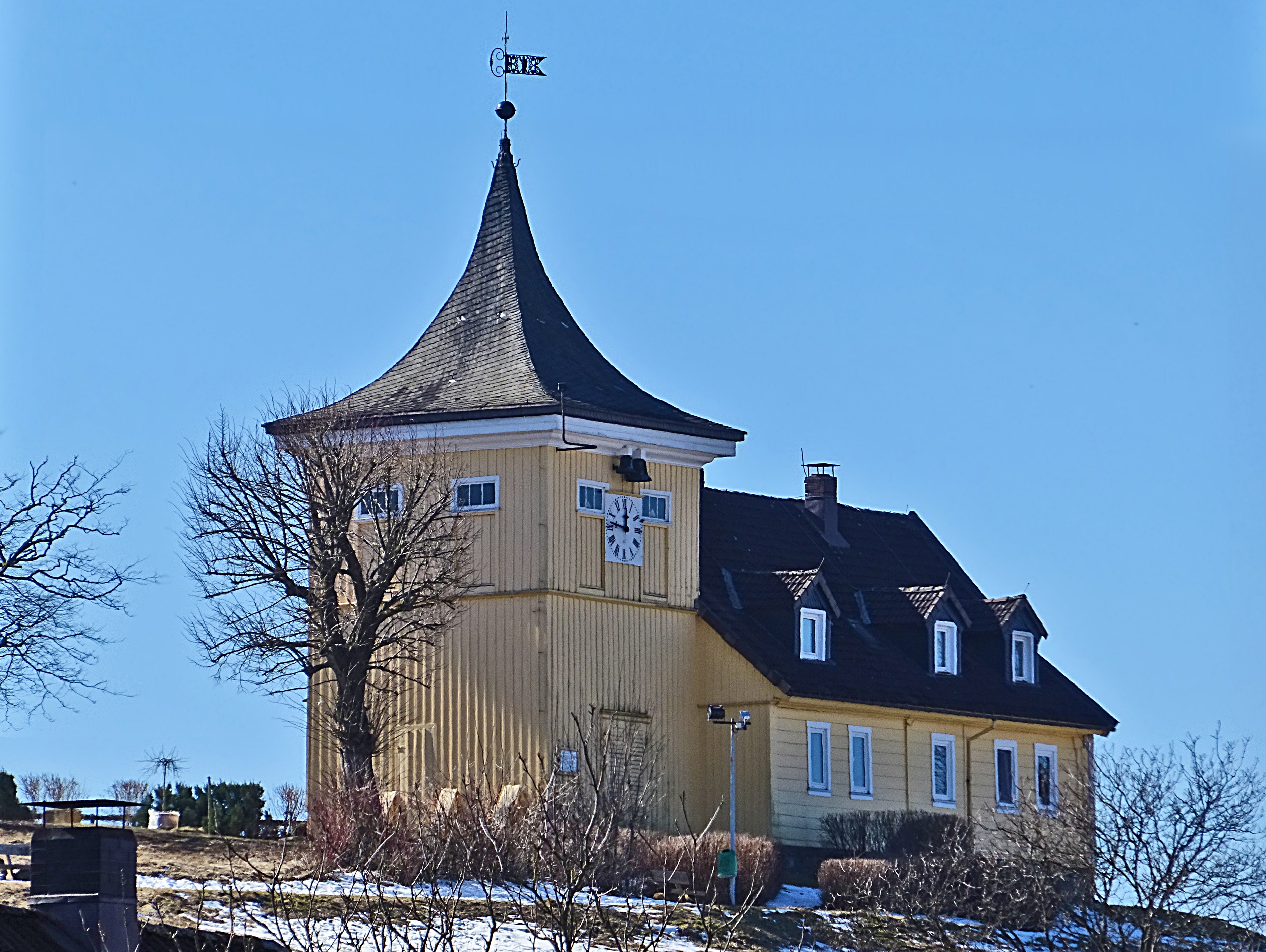
Der Glockenturm, das Wahrzeichen der Stadt
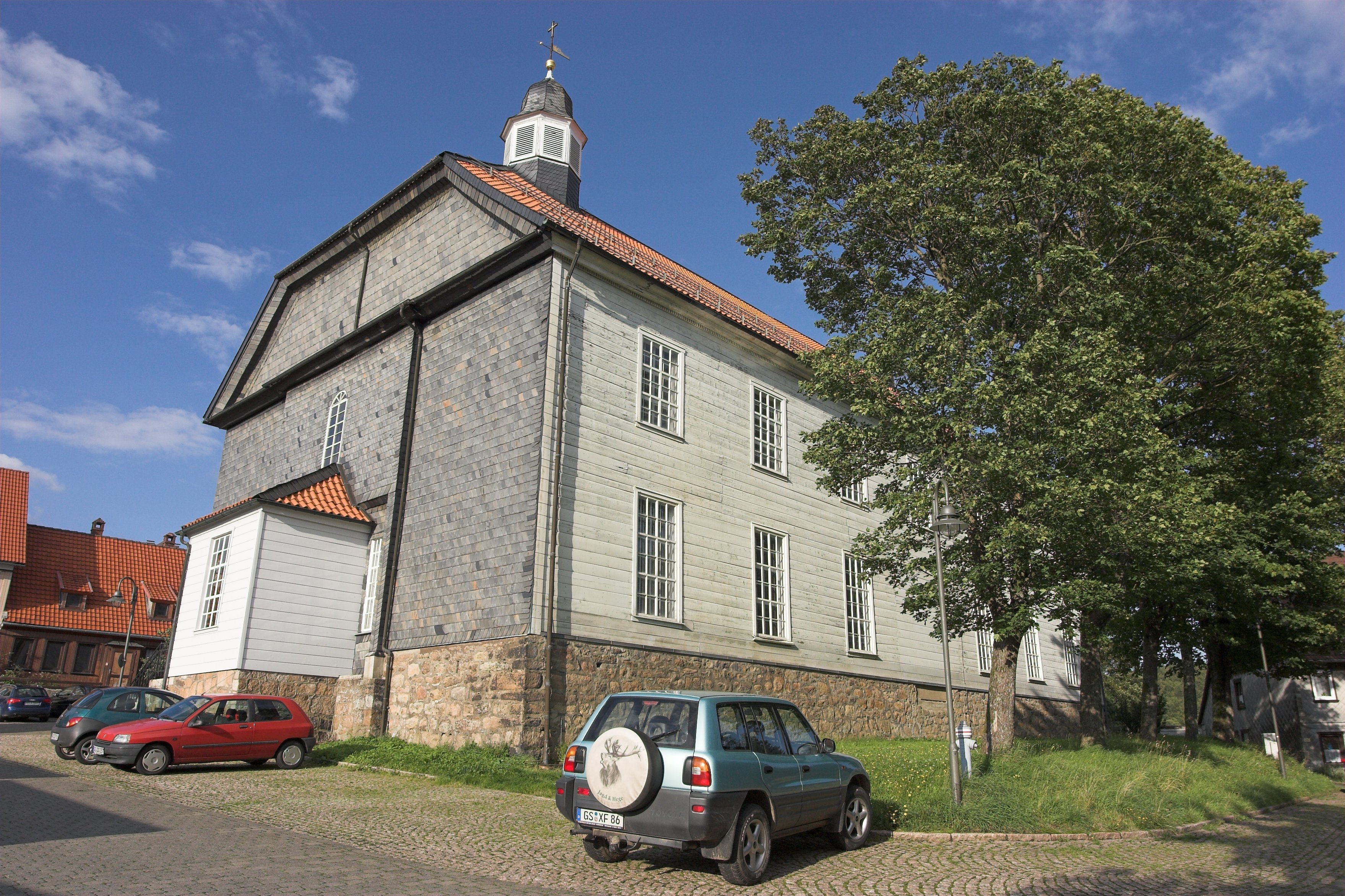
Südwest- und
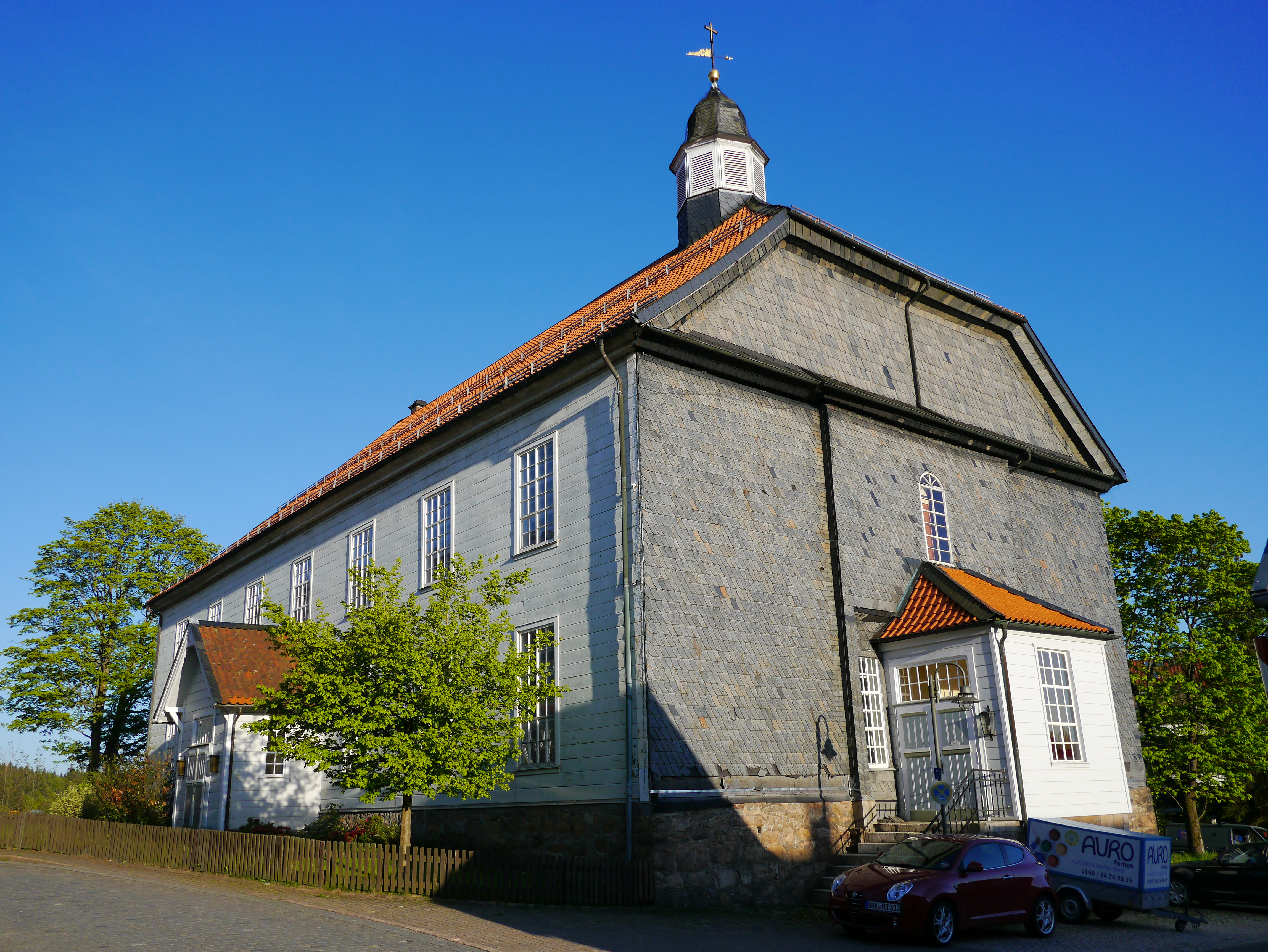
Nordwest-Ansicht der Martini-Kirche
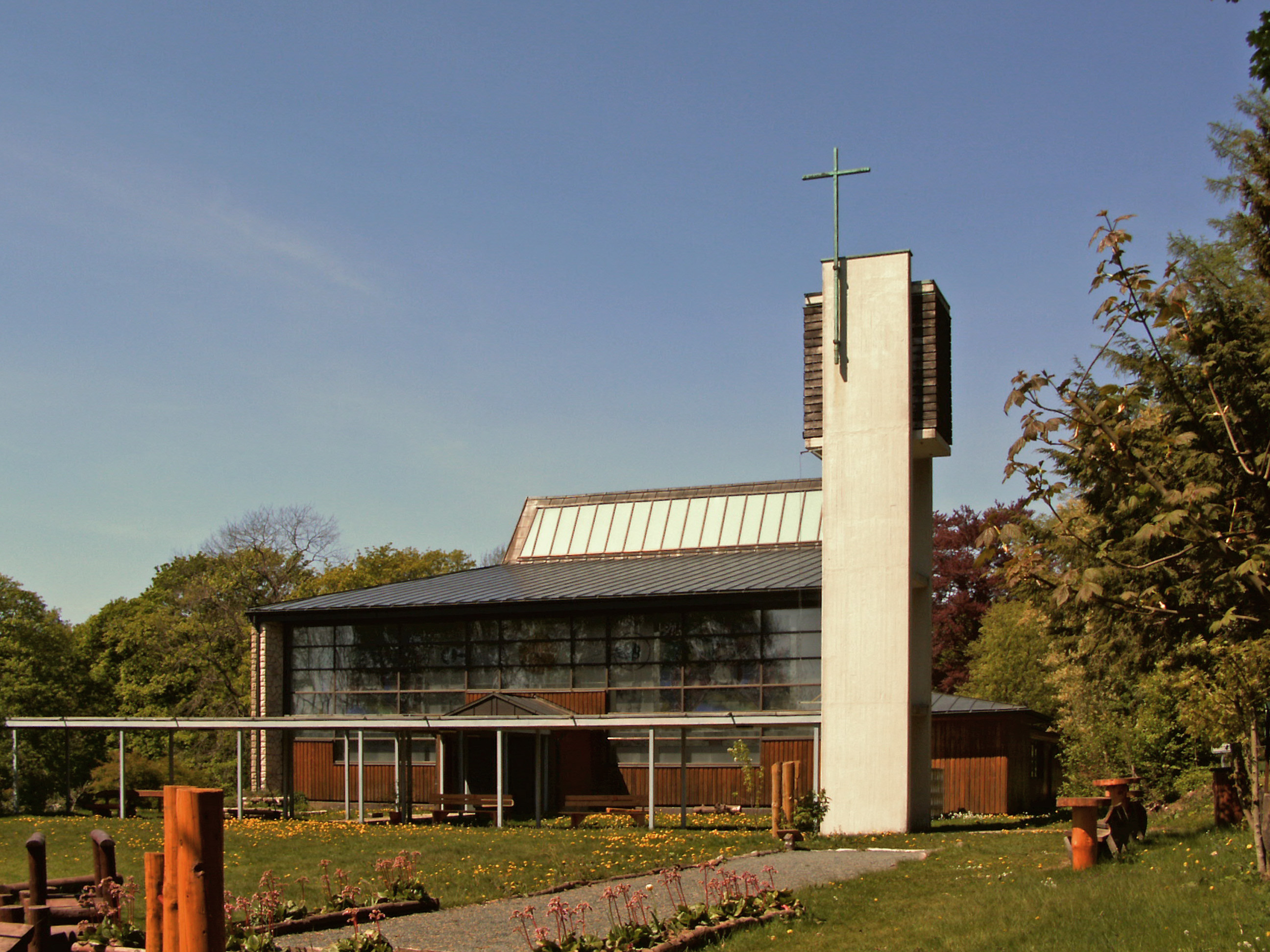
St.-Andreas-Kirche mit Campanile

### Astronomie

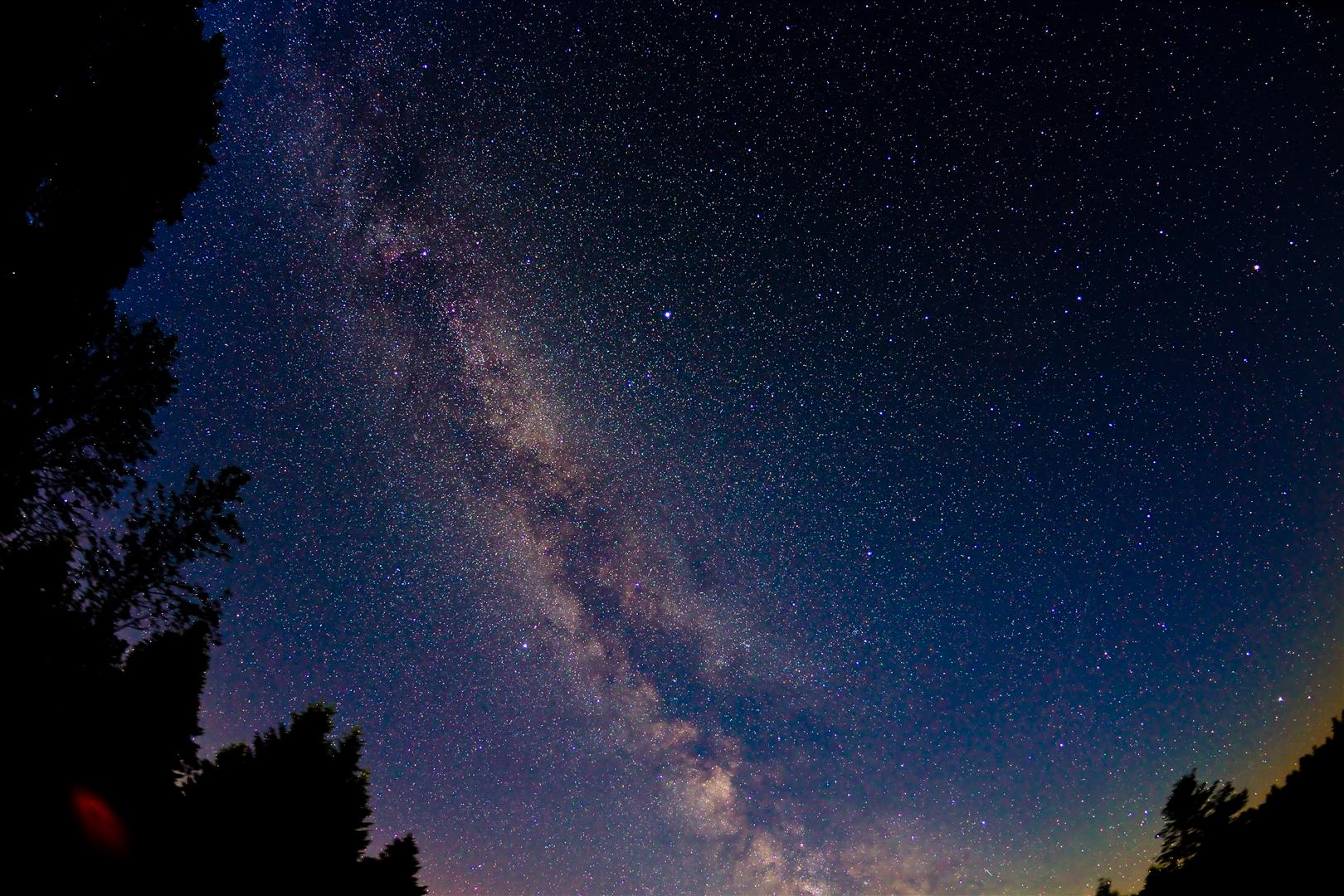
Nahezu natürlicher Blick auf die Milchstraße, aufgenommen in der Harzsternwarte

Durch die günstige geographische Lage und die geringe Bevölkerungsdichte hat Sankt Andreasberg an einigen Standorten einen fast natürlich dunklen Nachthimmel mit einer Flächenhelligkeit von 21,75 mag/arcsec². Aus diesem Grund ist Andreasberg als einer von wenigen Standorten in Deutschland besonders gut für die optische Astronomie geeignet.
Daher haben Astronomiebegeisterte 2008 den Verein „Sternwarte Sankt Andreasberg e. V.“ gegründet, mit dem Ziel, eine barrierefreie Sternwarte zu errichten. Es gibt Bestrebungen, den Standort der Sternwarte als Sternenpark zu schützen.
Sankt Andreasberg wurde 2011 in die Liste der StarParks der von der UNESCO unterstützten Starlight-Initiative aufgenommen.
2014 wurde auf dem Gelände des Internationalen Haus Sonnenberg (IHS) die Sternwarte Sankt Andreasberg eröffnet.

### Weitere Sehenswürdigkeiten
- Bergpanoramen
- Grube Samson mit Fahrkunst
- Lehrbergwerk Grube Roter Bär mit Grube Wennsglückt
- Nationalpark Harz
- Freibierquelle[56]

### Naturdenkmäler
Sankt Andreasberg zeichnet sich durch eine Vielzahl von schutzwürdigen Lebensräumen des Nationalparks Harz, aber auch rund um die Stadt in Form von Oberharzer Bergwiesen aus. Im Nationalpark befinden sich nordnordwestlich von Sankt Andreasberg auf dem Südosthang eines bewaldeten Berges (721 m) im Gewann Waage die 'Dreibrodesteine (bei ca. 670 m; ⊙), drei übergroße Blöcke aus Granit, die durch Wollsackverwitterung entstanden sind. Einer Sage nach entstanden sie aus drei Broten einer herzlosen Frau, der Schwarzen Kathrin, welche einem hungernden Bergmann nicht helfen wollte. Mit den Worten „Meine drei Brote sollen lieber zu Steinen werden“ ignorierte sie den Bergmann, und daraufhin wurden die Brote zu riesigen Steinen und drückten die Frau in den moosigen Untergrund. Die Granitblöcke sollen demnach eine Warnung vor Herzlosigkeit sein.
Die Dreibrodesteine gelten als klassisches Beispiel für Rundverwitterung des Granitgesteins. Insbesondere lässt sich hier sehen, dass neben der im Harz typischen Wollsackverwitterung auch Verwitterung an Gesteinsblöcken mit größerem Abstand auftritt. In der Nähe befinden sich die Stempelstelle 154 Dreibrodestein der Harzer Wandernadel und eine Gedenkstätte für die in den Weltkriegen gefallenen Waldarbeiter und Beamten des Forstamts Andreasberg.

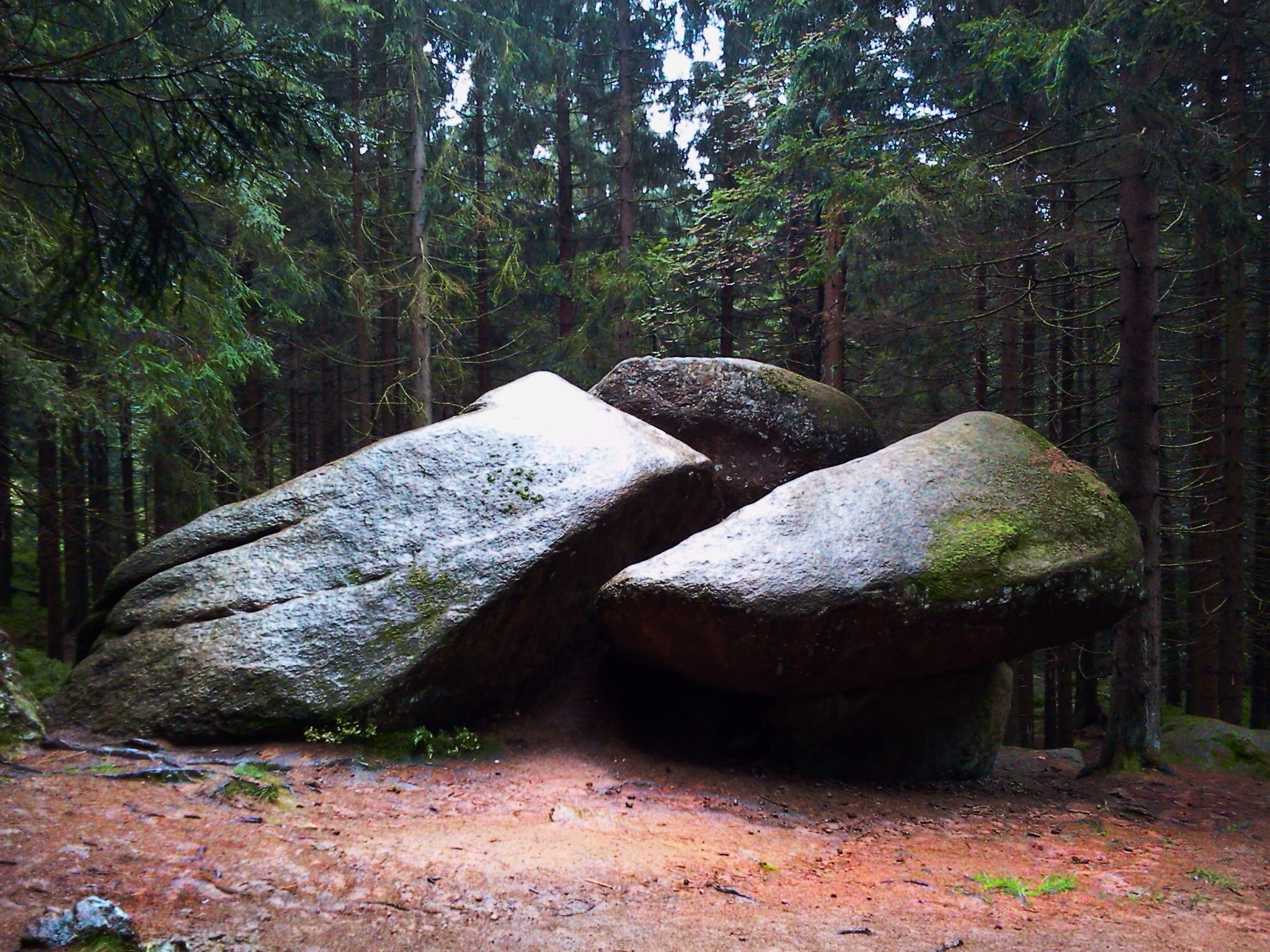
Granit-Blöcke: Dreibrodesteine
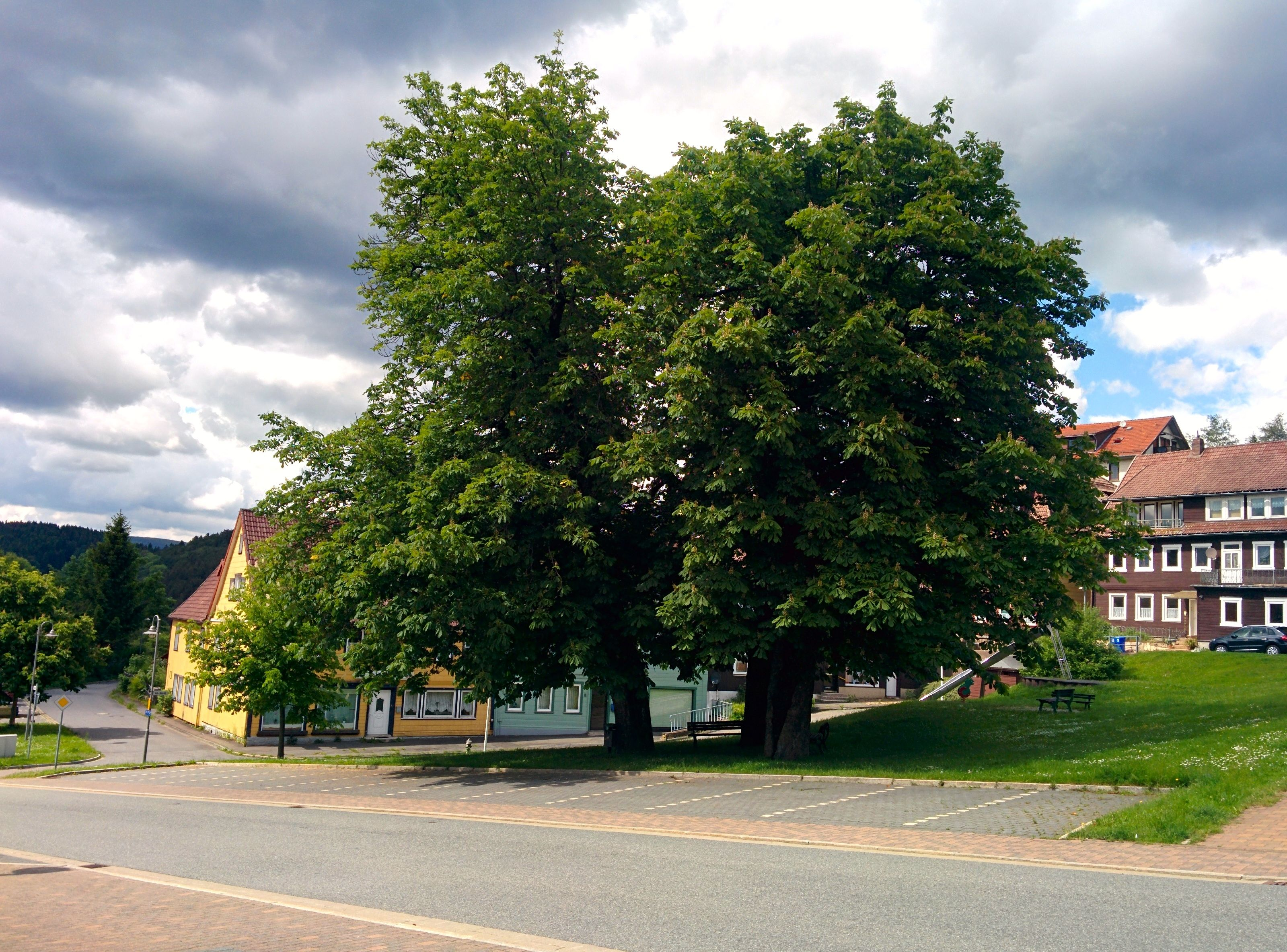
Kastaniengruppe am Marktplatz (ND-GS 42)
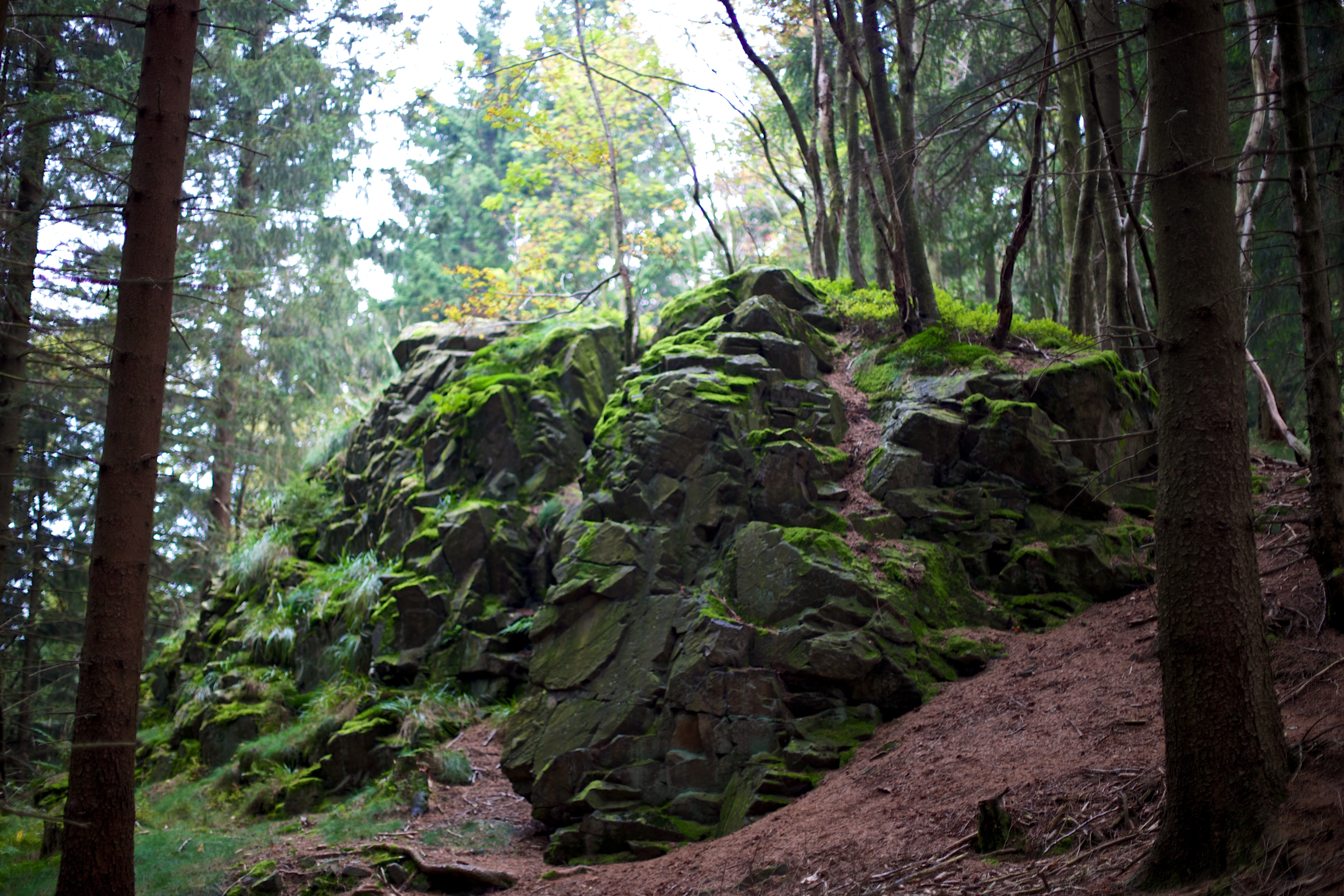
Glückaufklippe (ehemals ND-GS 146)

Weitere Naturdenkmäler sind eine Kastaniengruppe am Marktplatz (ND-GS 42) sowie der Diabaserguss im Ortsteil Silberhütte (ND-GS 45). Johann Wolfgang von Goethe untersuchte 1783 die Hohen Klippen (ehemals ND-GS 146) am Rehberg oberhalb des heutigen Goetheplatzes am Rehberger Graben, weil er glaubte, dort einen Beleg für seine Annahmen über die Erdgeschichte zu finden. An den Hohen Klippen verläuft die Grenze zwischen dem aus Grauwackehornfels bestehenden Deckgebirge und dem darunterliegenden feinkörnigen Brocken-Granit.

### Regelmäßige Veranstaltungen

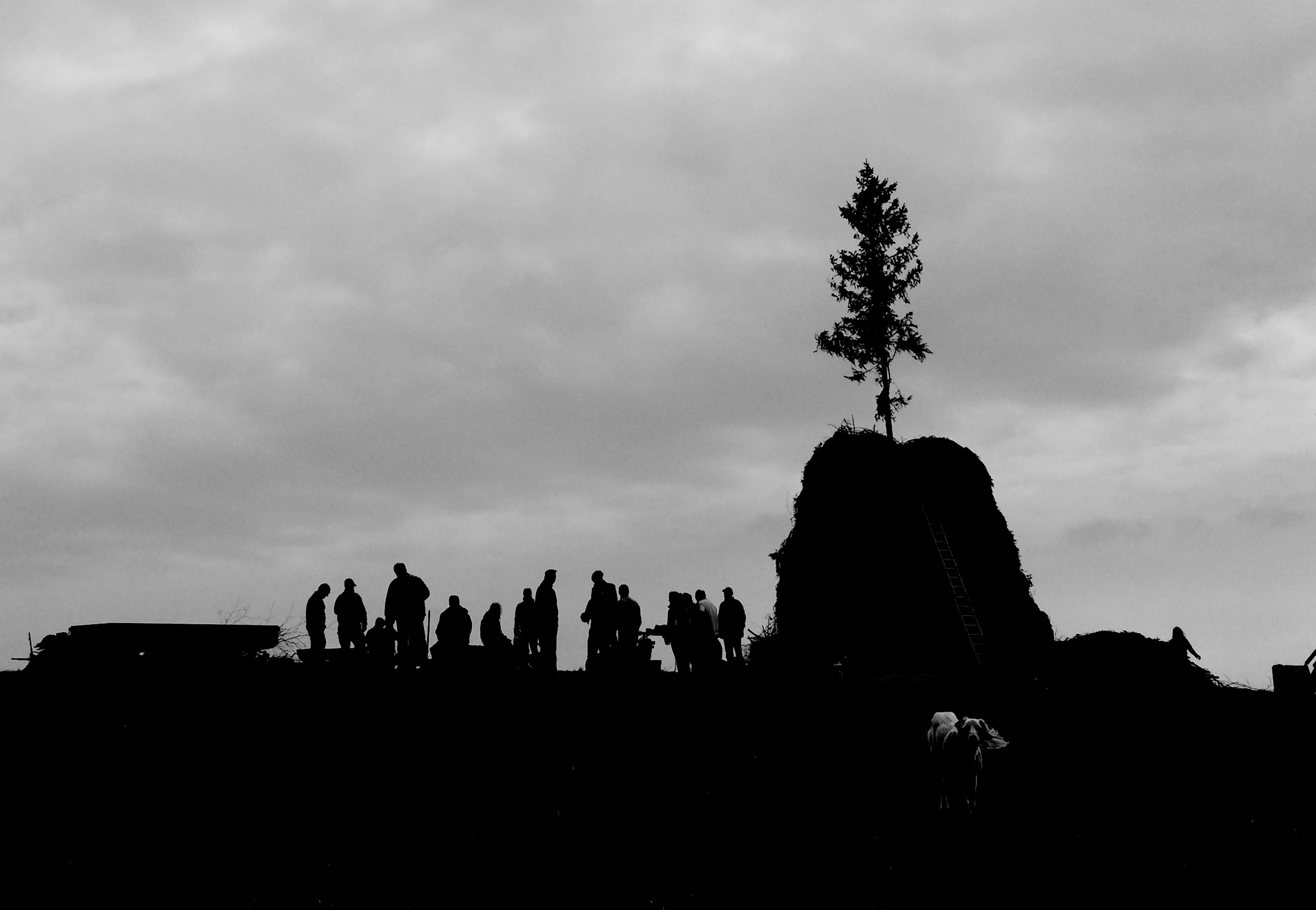
Aufbau des Osterfeuers auf dem Glockenberg

- Großes Winterfest, seit 1896 (Januar/Februar)
- Großes Osterfeuer auf dem Glockenberg
- Walpurgis (April)
- Wiesenblütenfest mit Kuhauftrieb (Juni)
- Johanni (Juni)
- Nordic Walking-Weekend (einmal monatlich in den Sommermonaten)
- Bergfest an der Grube Roter Bär (erster Samstag im September)
- Schützenfest
- Harzer Hirschrufmeisterschaften (zur Hirschbrunft-Zeit)
- Europäisches Gespannfahrertreffen (August)
- Wettbewerb und Kunstausstellung „Natur – Mensch“ (Oktober), Verleihung des Andreas-Kunstpreises
- Weihnachtsmarkt (1. Adventswochenende)
- Sankt Andreasberger Teleskoptreffen (STATT) (Juli/August)[60]
- Sankt Andreasberger Trödeltour (August)
- Der Ort ist einer der acht Orte, in denen das seit 2014 als Immaterielles Weltkulturerbe anerkannte Brauchtum des Finkenmanövers im Harz noch gepflegt wird.

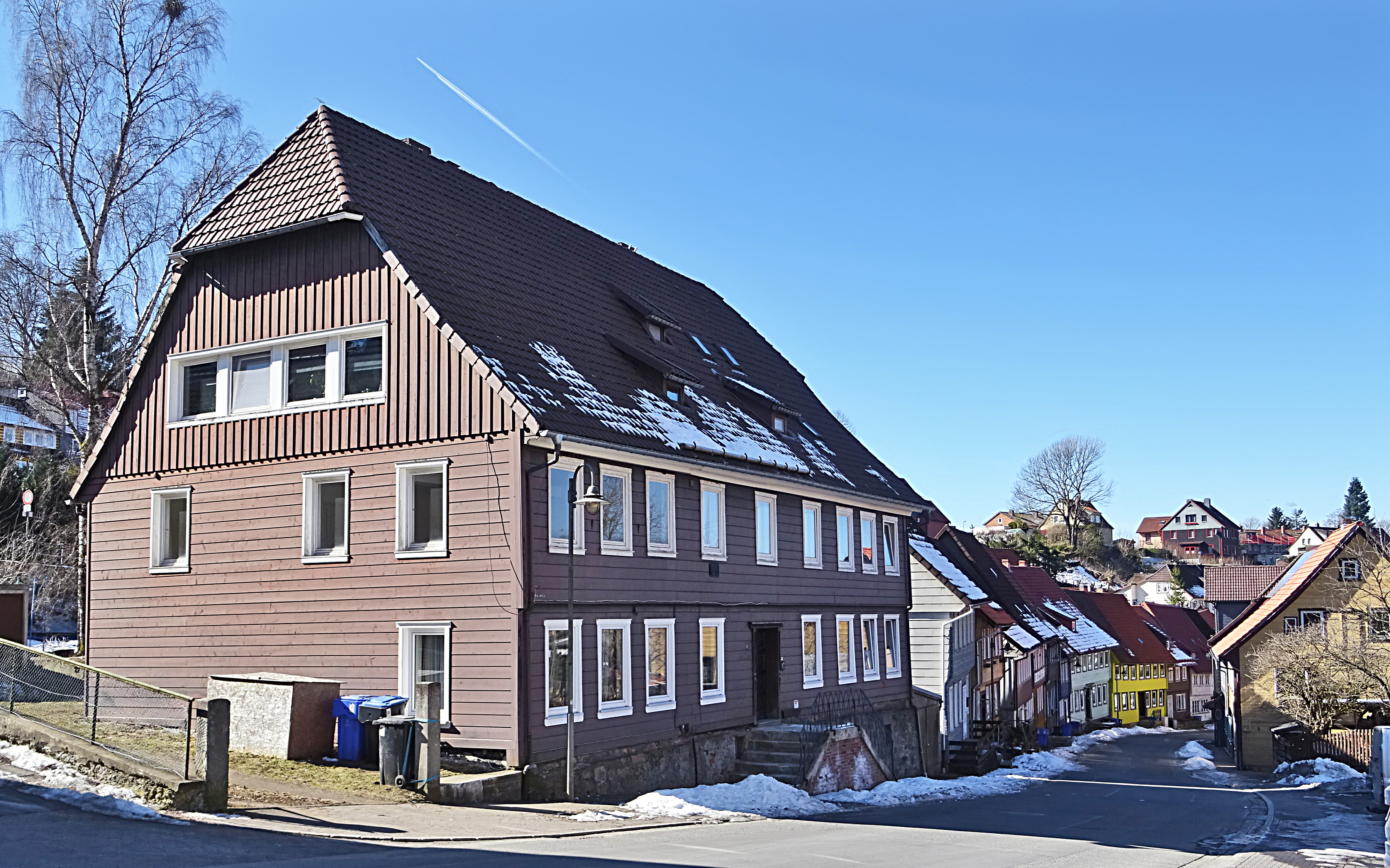
„Polizeistation“ aus der TV-Krimireihe in der Breiten Straße

### Fernsehen
Sankt Andreasberg ist seit 2014 Handlungsort der ARD-Krimireihe Harter Brocken.

### Kulinarische Spezialitäten
Die Wälder rund um Sankt Andreasberg sind bei Kräuterexperten für Bärlauch und Heilkräuter bekannt. Zu den Spezialitäten zählen Harzer Schmorwurst, Rammelse Wurscht und Schwenkkartoffeln. Beliebtes Gebäck sind der Cellische Kuchen und der Nickel, ein Weihnachtsgebäck in Form eines Nikolausstabes. Um Sankt Andreasberg wurden früher viele Kartoffeln angebaut. Fast jeder verfügbare Hang wurde dafür verwendet, sofern er nicht als Weidefläche diente.

## Wirtschaft und Infrastruktur

### Energieversorgung
Sankt Andreasberg wird zu großen Teilen mit Strom aus fünf kleinen, dezentralen Kraftwerken der Harz Energie gespeist, die ihre Energie aus dem Wasser des Rehberger Grabens, einem Teil des Oberharzer Wasserwirtschaftssystems, gewinnen.
Zunächst werden die Kraftwerke Grundstraße und Teichtal passiert, bevor das Wasser in den Schacht Samson stürzt, um dort die Kraftwerke Grüner Hirsch (130 m) und Sieberstollen (190 m) anzutreiben. Anschließend passiert es die letzte Turbine Silberhütte.

### Verkehr
Sankt Andreasberg ist über vier Straßen erreichbar:
- von Südwesten über Herzberg am Harz und Sieber
- von Süden über Bad Lauterberg und den Ortsteil Silberhütte
- von Norden über Sonnenberg und wahlweise Clausthal-Zellerfeld oder Torfhaus/Bad Harzburg
- von Osten über den Ortsteil Oderhaus (ehemals Königliches Forsthaus Oderhaus, heute Außenstelle der Nationalparkverwaltung Harz) und Braunlage

Unterstadt und Oberstadt werden durch zwei sehr steile innerstädtische Straßen (> 19 % Steigung) verbunden. Eine davon, die Steigung entlang der Breiten Straße, steht fast jedes Jahr auf dem Programm der Niedersachsen-Rundfahrt und gilt als der „Scharfrichter“ dieses Radrennens.
Im öffentlichen Personennahverkehr bestehen direkte Busverbindungen nach Herzberg, Bad Lauterberg, Clausthal-Zellerfeld, Altenau sowie Braunlage.
In den Jahren 1913–1959 bot die Zahnradbahn der St. Andreasberger Kleinbahn vom ehemaligen Bahnhof am Glockenberg Anschluss an das Schienennetz der Eisenbahn den Berg hinunter nach Silberhütte, wo die Odertalbahn weiter nach Bad Lauterberg/Scharzfeld führte.

### Infrastruktur und Beherbergungsbetriebe
Sankt Andreasberg bietet ein begrenztes Angebot an Einzelhandelsgeschäften. Neben einem Supermarkt gibt es noch einen Kiosk und einige weitere Souvenir- und Andenkengeschäfte. Weiterhin gibt es einen Arzt und eine Apotheke. Als Tourismusort hat Sankt Andreasberg zahlreiche Pensionen, Ferienwohnungen und einige kleine Hotels. Am oberen Ortsende Sankt Andreasbergs und in den Ortsteilen Sonnenberg und Oderbrück befinden sich mehrere Schullandheime und (Ski-)Hütten verschiedener Vereine und privater Träger. An der Braunlager Straße befindet sich der recht moderne PanoramaPark St. Andreasberg mit etwa 50 Ferienunterkünften. 
Auf dem Gelände der seit 2007 leerstehenden Rehberg-Klinik plant eine Investorengruppe das „Rehberg-Resort“. Als Betreiber dieser Anlage ist die Kempinski AG vorgesehen. Von Oktober 2015 bis einschließlich September 2016 diente die ehemalige Klinik als Erstaufnahmestelle und Unterkunft für bis zu 1500 Flüchtlinge. Die Einwohnerzahl St. Andreasbergs hatte sich zu der Zeit vorübergehend fast verdoppelt.

### Medien
Es erscheint die Goslarsche Zeitung (Tageszeitung) mit der Lokalausgabe Clausthal-Zellerfeld/St. Andreasberg.

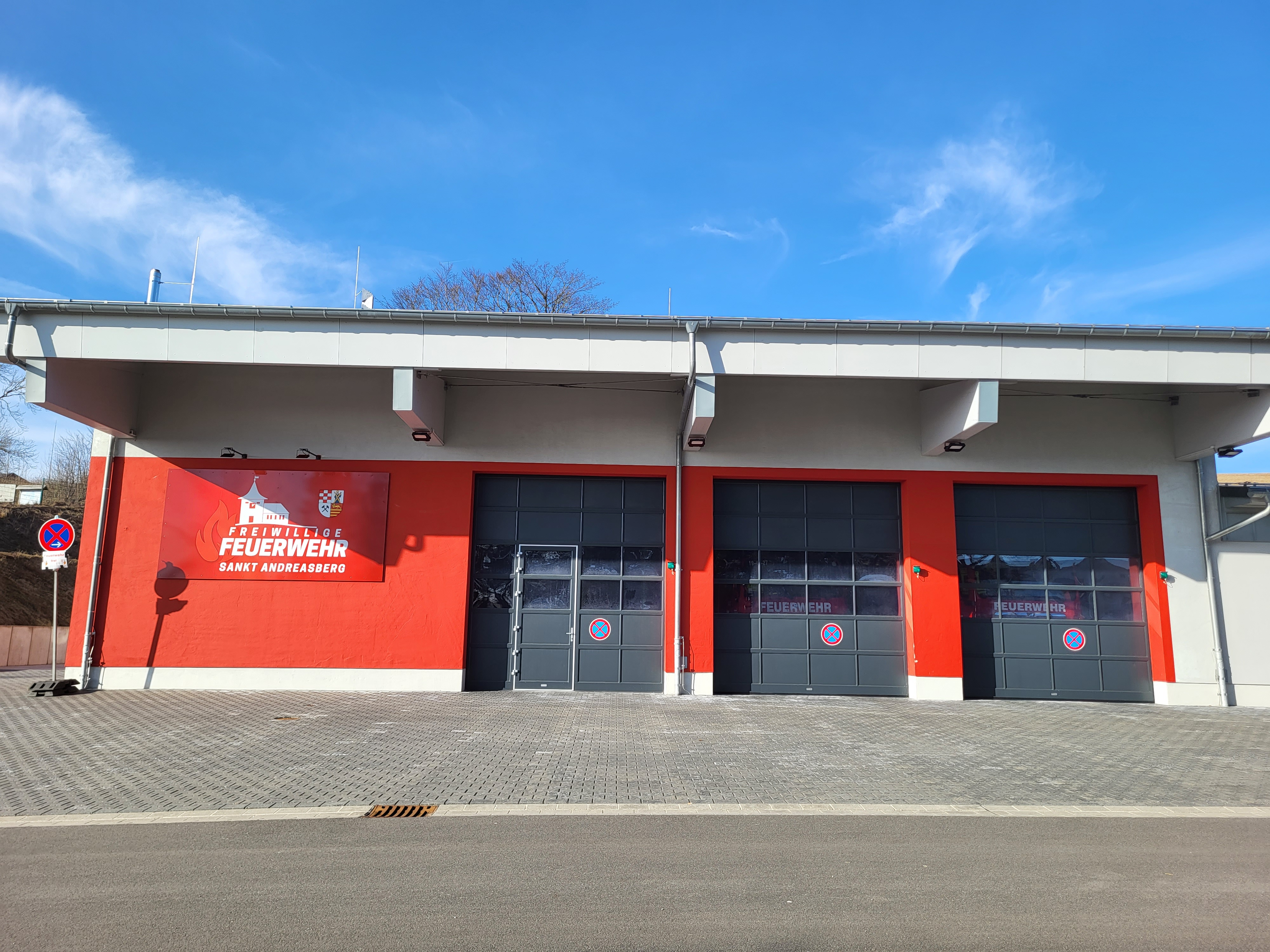
Feuerwehr Sankt Andreasberg

### Öffentliche Einrichtungen
- Außenstelle der Agentur für Arbeit, Braunlage
- Außenstelle (Bürgerbüro) der Stadtverwaltung Braunlage
- Freiwillige Feuerwehr, hervorgegangen aus der Freiwilligen Turnerfeuerwehr von 1869
- Kurhaus (Stadthalle)

### Bildung
- Glückauf-Schule, Grundschule
- Internationales Haus Sonnenberg

Internationales Haus Sonnenberg mit Sternwarte

- Ausbildungszentrum des Dachdeckerhandwerkes der Landesinnungsverbände Niedersachsen/Bremen und Sachsen-Anhalt

## Persönlichkeiten

### Söhne und Töchter des Ortes
- Johann Barthold Niemeier (1644–1708), Logiker und lutherischer Theologe
- Andreas Christian Dedekind (1658–1706), Kantor und Komponist
- Christian Müller (1690–1763), führender Orgelbauer des 18. Jahrhunderts in Holland
- Heinrich August Wrisberg (1739–1808), Gynäkologe und Direktor der Klinik für Gynäkologie und Geburtshilfe der Georg-August-Universität Göttingen
- Johann Anton Ludwig Seidensticker (1766–1817), Rechtswissenschaftler
- Johann Gottfried Schmeisser (1767–1837), Apotheker, Chemiker und Naturwissenschaftler
- Hermann Oppermann (1824–1912), Verlagsbuchhändler, Kunsthändler, Zeitungsverleger und Journalist
- Hermann Guthe (1825–1874), Geograph, Sachbuchautor und Professor
- Wilhelm Trute (1836–1889), Kanarienvogelzüchter und Bergmann
- Karl Heinrich Wilhelm Louis Rosenbusch (1840–1895), Lehrer und Schriftsteller
- Robert Bergmann (1841–1912), Architekt, Regierungs- und Geheimer Baurat
- Ernst Häseler (1844–1911), Bauingenieur
- Hugo Koch (1845–1932), Berg- und Hüttenmann und Hochschullehrer
- Wilhelm Bergmann (1869–1949), Ehrenbürger der Stadt und Hüttendirektor
- Erhard Heldmann (1908–1949), Politiker
- Arthur Höltge (* 1932), DDR-Diplomat, Geschäftsträger, Botschaftsrat in Brasilien, Peru, Bolivien sowie Kolumbien
- Birgit Kipfer (* 1943), Politikerin, baden-württembergische Landtagsabgeordnete
- Rainer Herbst (* 1945), Maler, Grafiker und Bildhauer
- Holger Kammerhoff (* 1945), Generalleutnant a. D. der Bundeswehr

### Persönlichkeiten mit Bezug zum Ort
- Adolf Achenbach (1825–1903), Ehrenbürger der Stadt und Berghauptmann
- Otto Erich Hartleben (1864–1905), schrieb hier im Hotel Bergmann im Februar 1899 zusammen mit seinem Bruder Otto H. (1866–1929) das erfolgreiche Drama Rosenmontag.
- Oswald Teichmüller (1913–1943), Mathematiker, verbrachte seine Kindheit bis zum 12. Lebensjahr in Sankt Andreasberg.
- Werner Grübmeyer (1926–2018), CDU-Politiker, Rektor und langjähriger Bürgermeister in St. Andreasberg, Ehrenbürger seit 2001.
- Detlev Block (1934–2022), Theologe, wirkte Ende der 1960er Jahre in St. Andreasberg als Pastor.
- Wolf-Eberhard Barth (* 1941), Forstwissenschaftler, Kynologe und Naturschützer, leitete von 1974 bis 1993 das Forstamt Oderhaus und von 1994 bis 2005 den Nationalpark Harz.
- Wilfried Ließmann (* 1958), Mineraloge und Montanhistoriker, dessen Forschungsschwerpunkt der Raum um Sankt Andreasberg ist.